# Dýchací přístroj BG 4

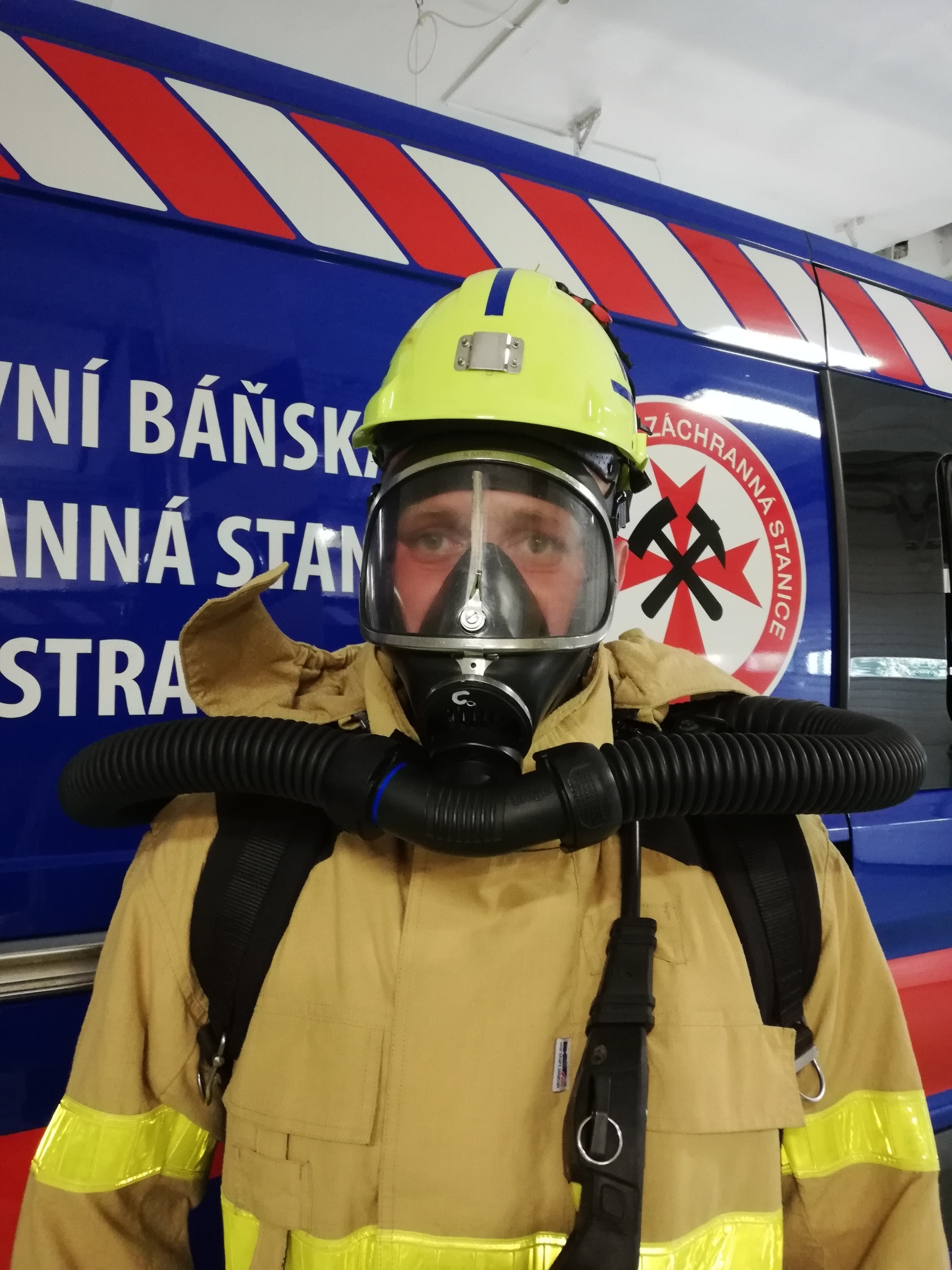
BG4 čelní pohled

Přístroj BG 4 je pracovní izolační přetlakový regenerační dýchací přístroj s uzavřeným okruhem s tlakovým mediciálním kyslíkem. Tento přístroj se může používat ve všech důlních prostorech, kde hrozí nebezpečí výbuchu metanu (CH4) a uhelného prachu a ve všech prostorech s nebezpečím výbuchu na povrchu. Jeho využití je v báňské záchranné službě, nebo v profesionálních útvarech HZS.

## Historie
V roce 1992 započala firma Dräger vyvíjet pracovní dýchací přístroj s označení BG 4 EP, který měl nahradit již používané dýchací přístroje Travox a BG 174. Vyrábět se začal roku 1994. Zkoušky o porovnání parametrů přístrojů u typu BG 174 a BG 4 EP se prováděly v prostorech HBZS Ostrava na počátku roku 2002.

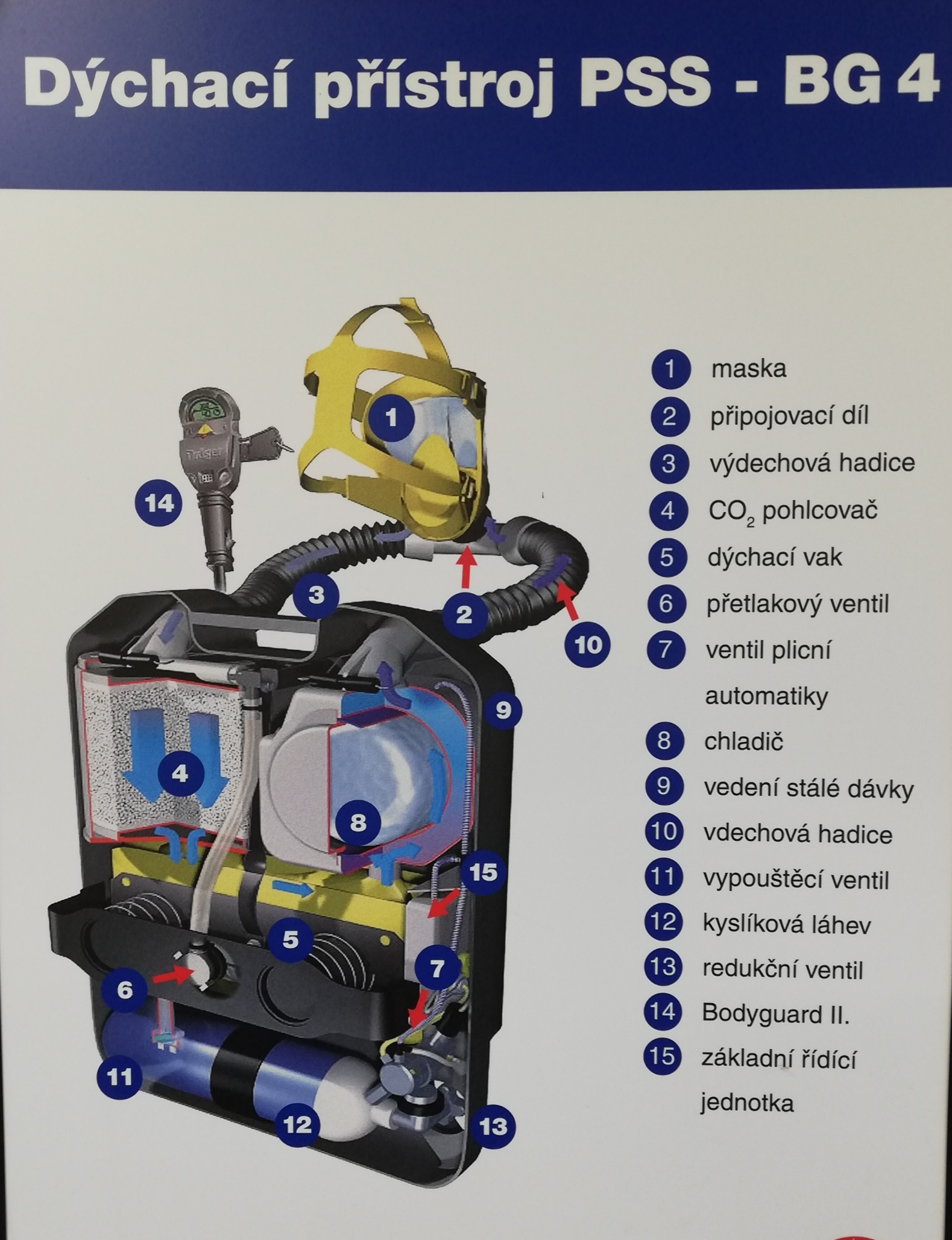
BG4 dýchací přístroj

## Hlavní parametry přístroje BG 4
| BG 4 – popis části                                                           | Technické údaje                                                                     |
| ---------------------------------------------------------------------------- | ----------------------------------------------------------------------------------- |
| Minimální teplota                                                            | −6 °C                                                                               |
| Maximální teplota (omezuje dobu použití) do 40 °C                            | 4 hodiny                                                                            |
| do 60 °C                                                                     | 1 hodina                                                                            |
| do 90 °C                                                                     | 15 minut                                                                            |
| Tlak vzduchu                                                                 | 900 hPa až 1200 hPa                                                                 |
| Vlhkost vzduchu                                                              | 0–100 %                                                                             |
| Doba použití při středně nepříznivých podmínkách                             | 4 hodiny                                                                            |
| Stálá dávka (při tlaku 200 bar)                                              | 1,5–1,9 l/min                                                                       |
| Ruční přídavkový ventil                                                      | 50 l/min                                                                            |
| Plicní automatika                                                            | 80 l/min                                                                            |
| Kyslíková láhev PSS BG 4 EPL                                                 | ocelová/2 litry/200 bar/G 3/4"                                                      |
| Kyslík                                                                       | 99,5 % O2                                                                           |
| Baterie                                                                      | 9V                                                                                  |
| Pohlcovač CO2                                                                | Patrona na jedno použití, nebo plnitelná patrona naplněná sorbentem Dräger-Sorb 400 |
| Objem dýchacího vaku                                                         | 5,5 litrů                                                                           |
| Hmotnost přístroje s náplni 1,2 kg ledu, maskou a naplněnou kyslíkovou láhvi | 14,8 kg                                                                             |
| Rozměry (d x š x v)                                                          | 595 × 450 × 185 mm                                                                  |
| Povolené masky k dýchacímu přístroji                                         | Maska Panorama Nova EPDM PC RP                                                      |

## Četařská kontrola přístroje Bg 4 – dle pokynu HBZS Ostrava
Do povinnosti četaře v báňské záchranné službě patří provést četařskou kontrolu báňským záchranářům, kteří nastupuji do zásahu. Jako první musí zkontrolovat správnost nasazení a připojení masky k centrální přípojce. Důležité je mít těsnou masku, kvůli úniku dýchací směsi. Následuje zkouška funkce ručního přídavkového ventilu. Četař musí mít jistotu, že kyslíková láhev je otevřená a natlakovaná na předepsanou hodnotu. Před odchodem do akce provede kontrolu celkového vzhledu, výstroje a výzbroje báňského záchranáře pro daný zásah.

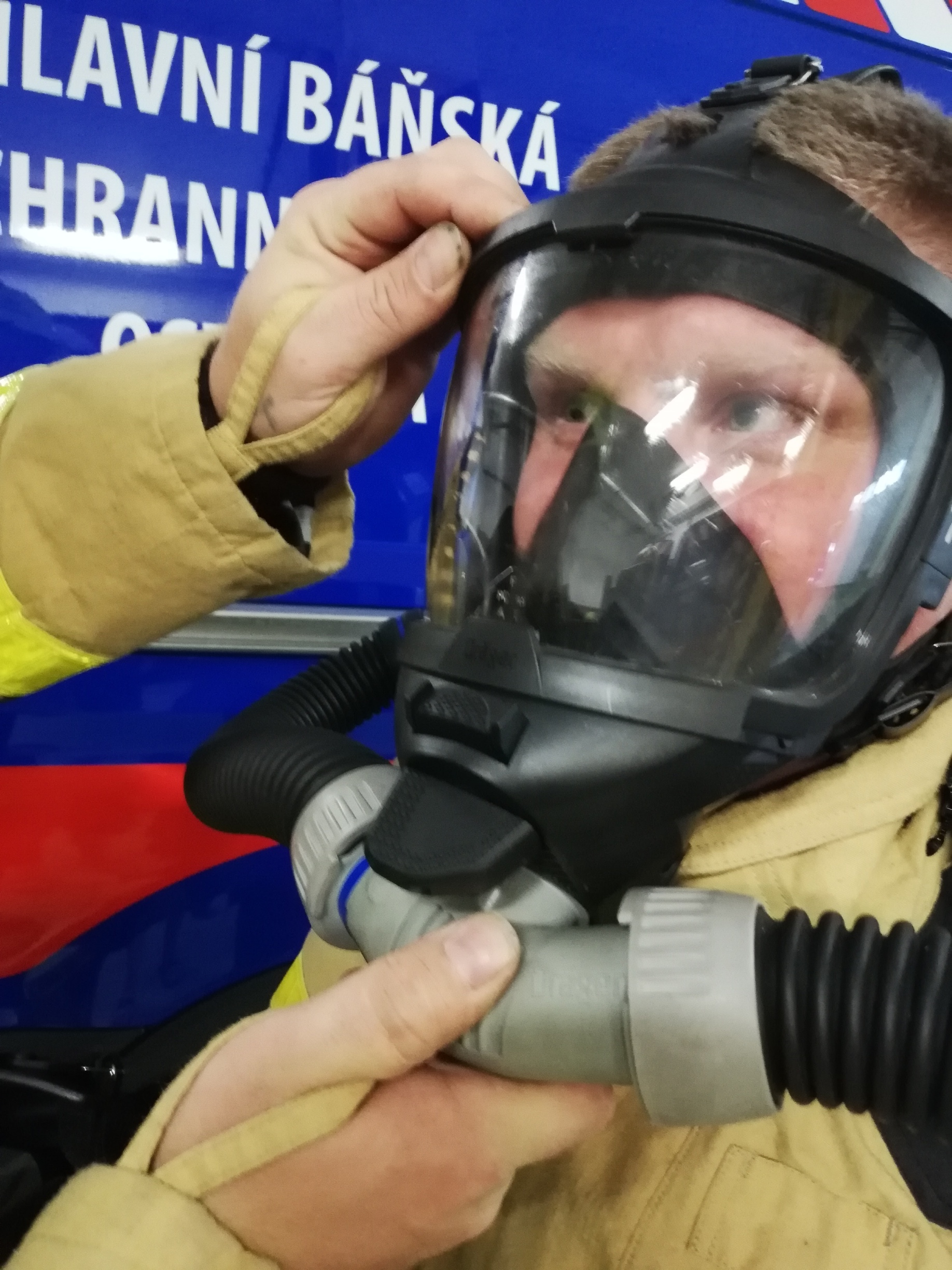
BG4 kontrola centrální přípojky k masce
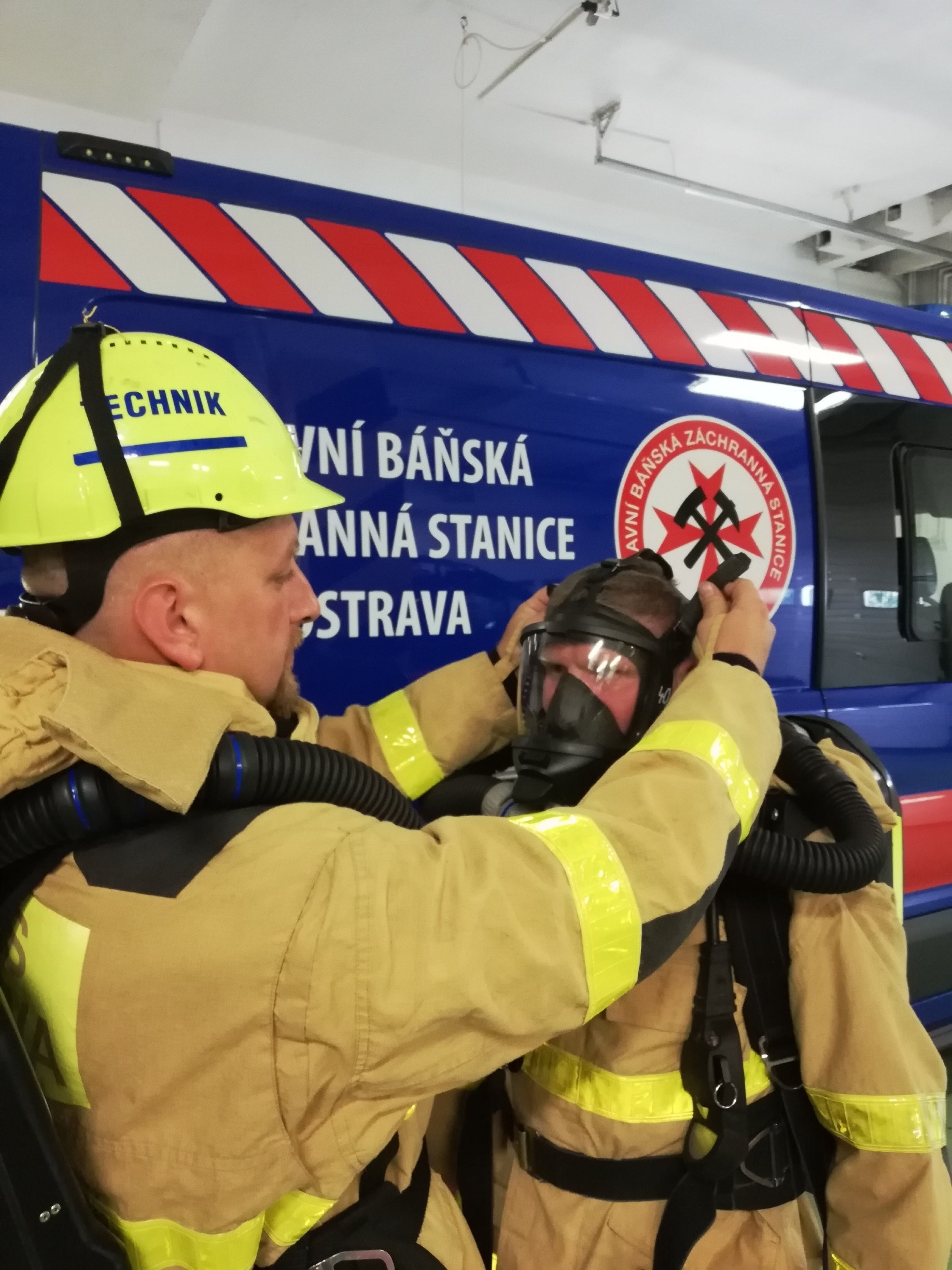
BG4 kontrola nasazení masky
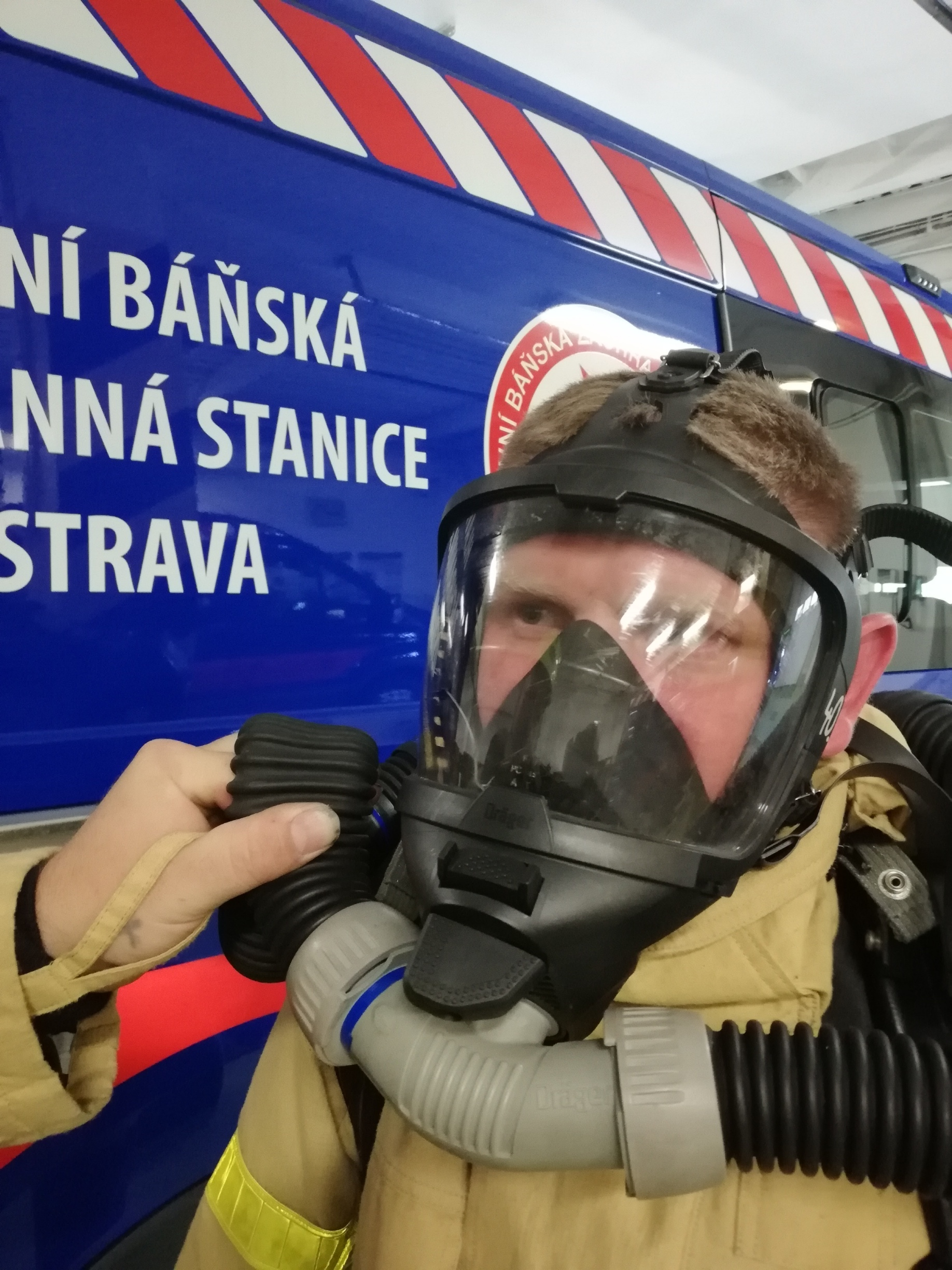
Zalomení vdechové hadice BG4
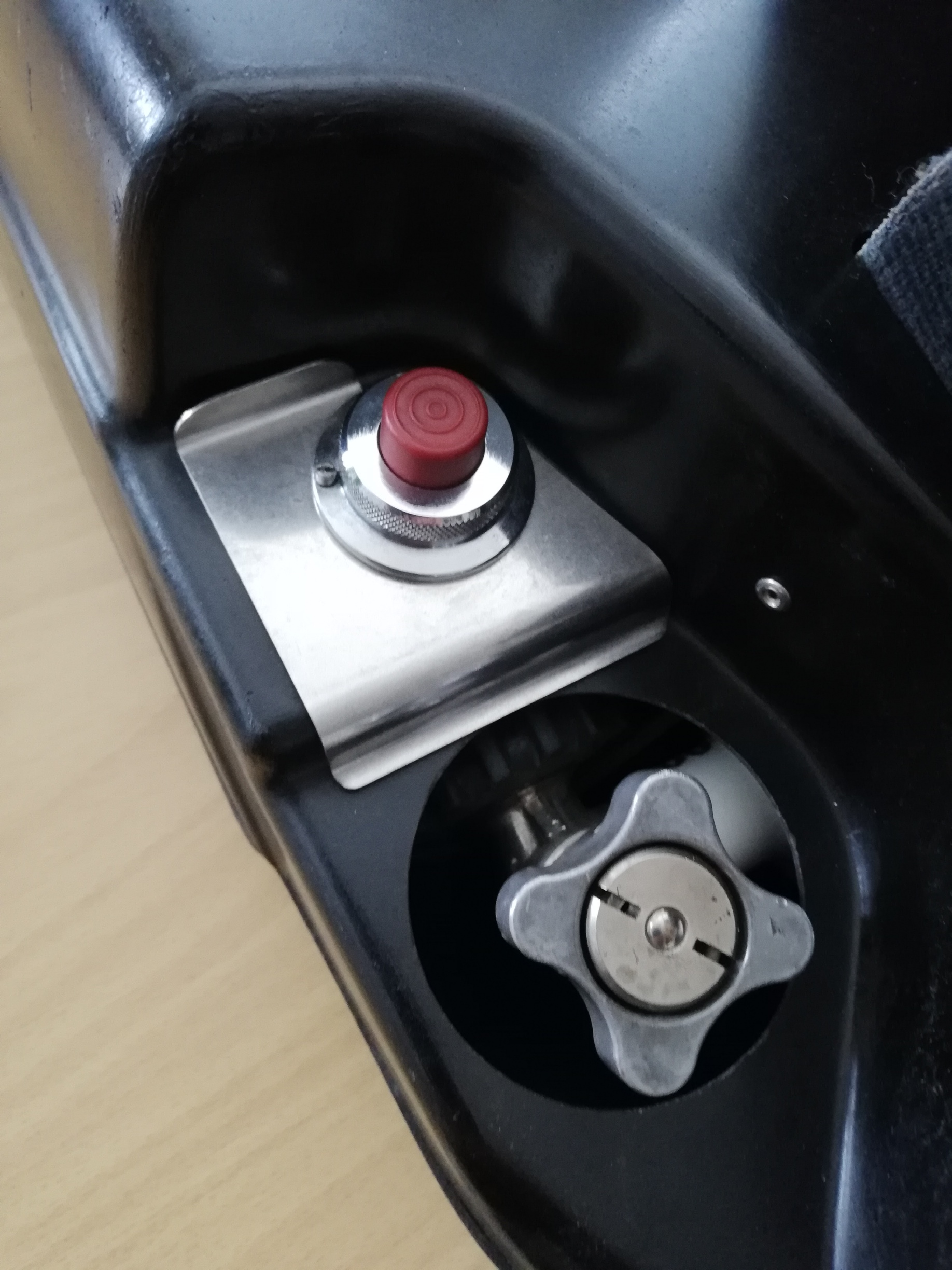
Ruční přídavkový ventil BG4
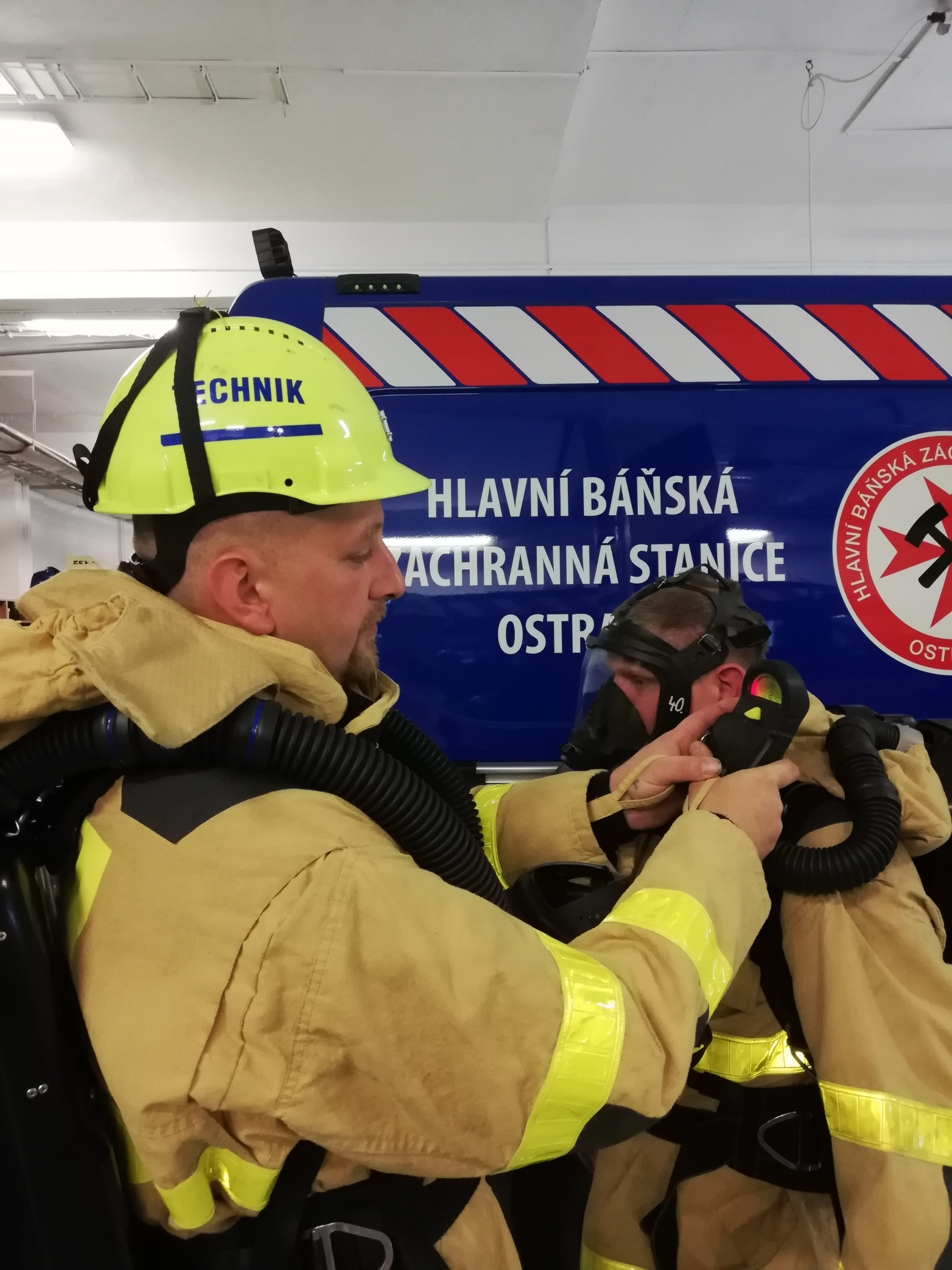
Odečtení Bodyguardu BG4
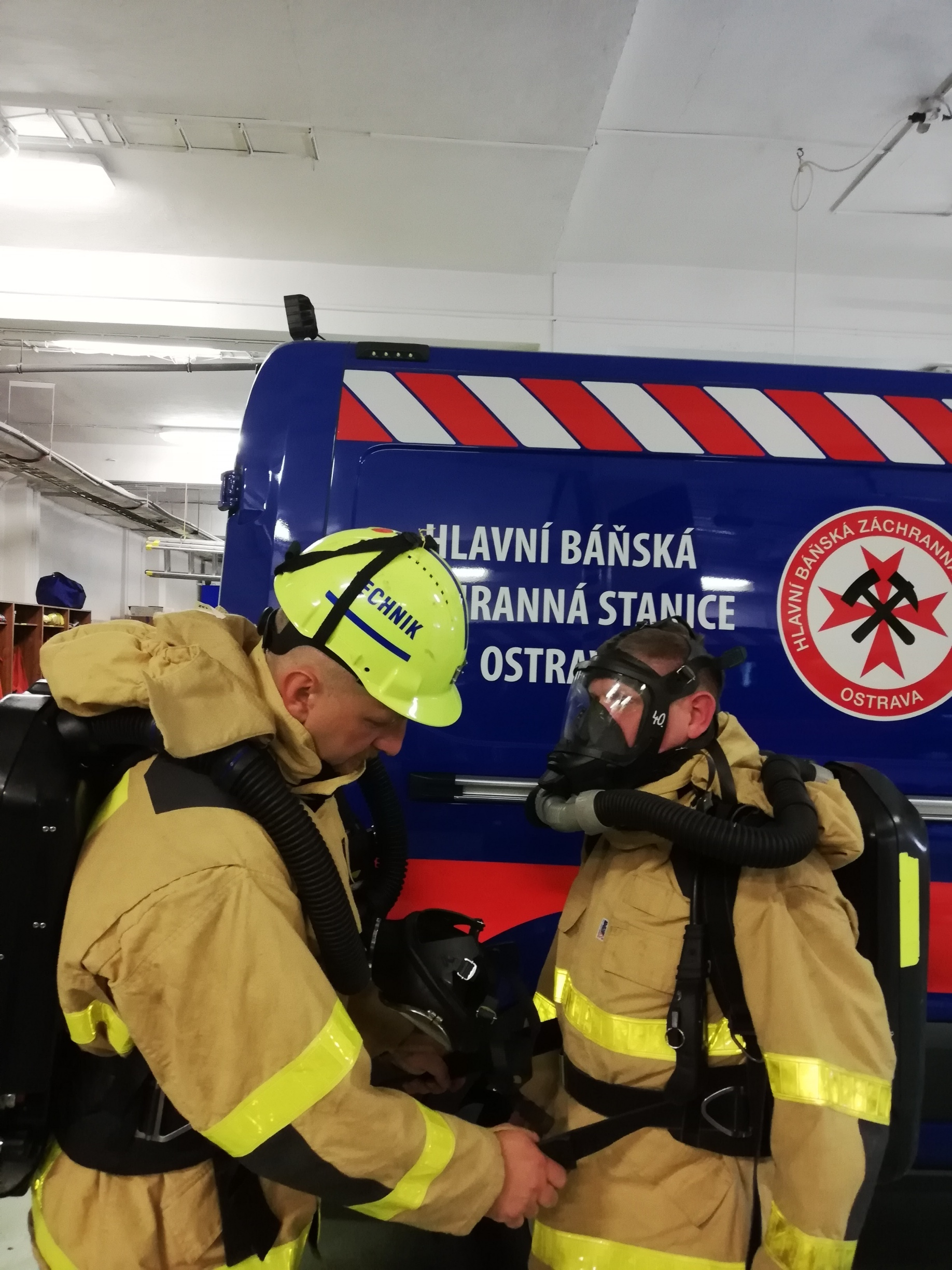
BG4 kontrola celkového vzhledu

## Záchranářská kontrola přístroje BG 4
Báňský záchranář, který nastupoval do akce si musí pod dohledem četaře provést záchranářskou kontrolu, která se skládá z pěti bodů. Nejprve si provede kontrolu nasazení krytky na centrální přípojce. Otevře kyslíkovou láhev a u přístroje dojde automaticky ke kontrole těsnosti přístroje vysokým tlakem. Následně si báňský záchranář zkontroluje displej Bodyguardu s funkci ventilu plicní automatiky. Jako poslední bod v záchranářské kontroly je zkouška varovné signalizace rezervy při uzavřené kyslíkové lahvi.

## V případě nouze kdy dojde k poruše přístroje
V nedýchatelném ovzduší je velmi nebezpečné, když dojde k poruše dýchacího přístroje. Báňský záchranář si může pomoc tím, že si stlačí ruční přídavkový ventil (do dýchacího vaku začne proudit kyslík). Pokud mu to nepomáhá, použije četař přídavnou jehlu, která je napojena na rezervní kyslíkovou láhev a tu mu následně vloží pod lícnici masky do polomasky. Jako poslední možnost je použití sebezáchranného přístroje (je součástí čety v zásahu) a celá četa se vrátí na základnu.

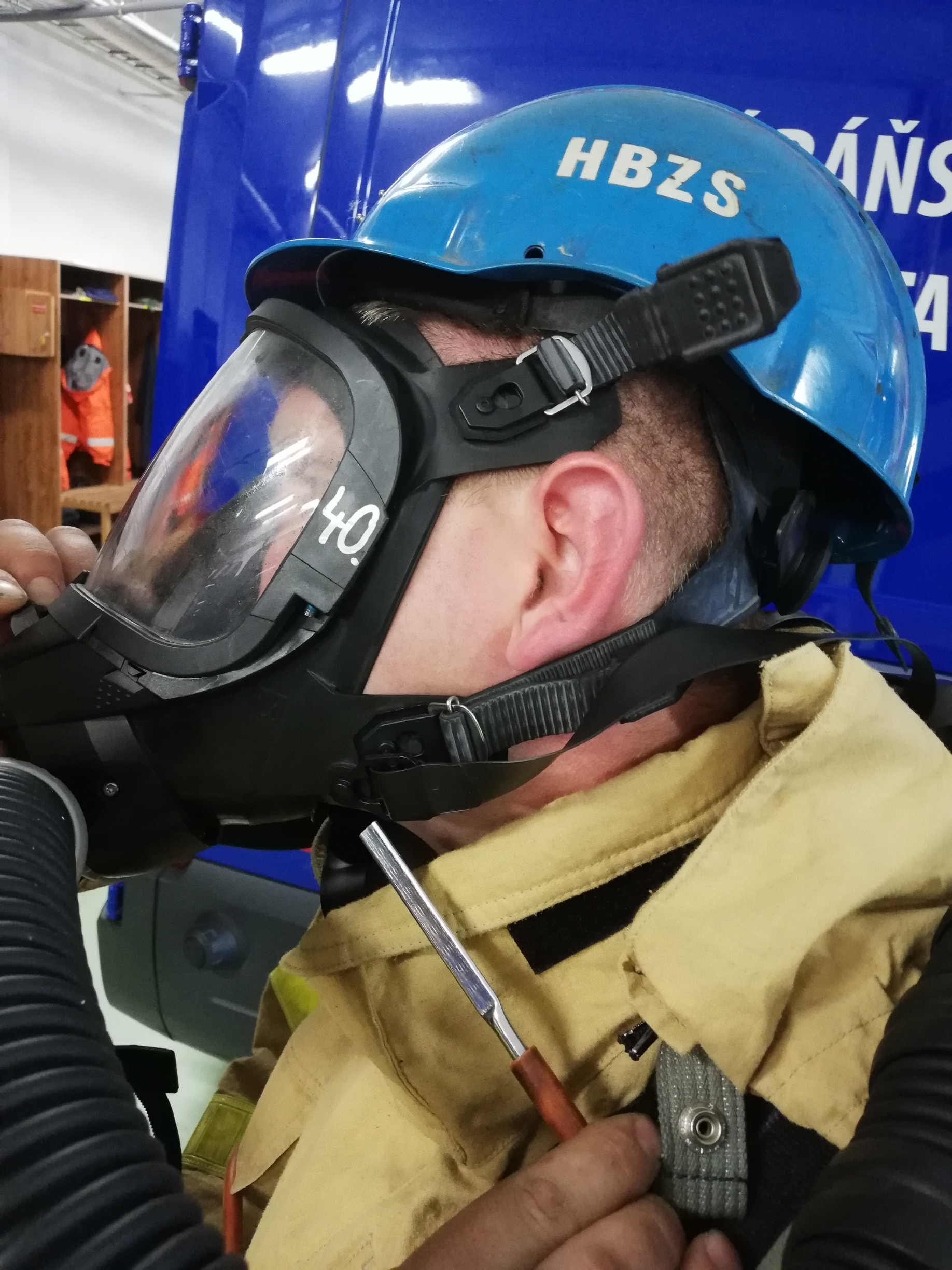
BG4 zavedení jehly pod lícnici masky
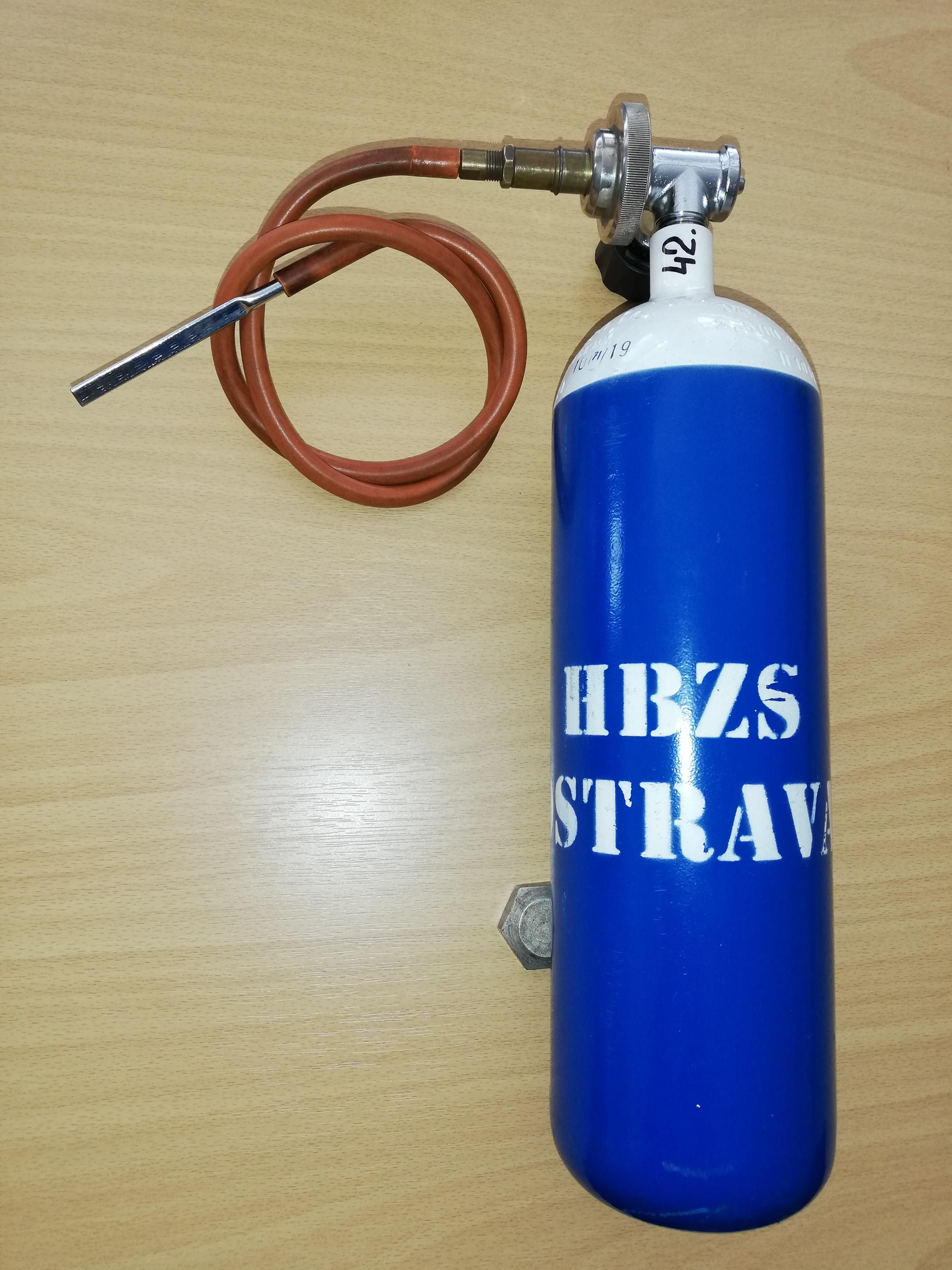
BG4 celkový pohled na láhev
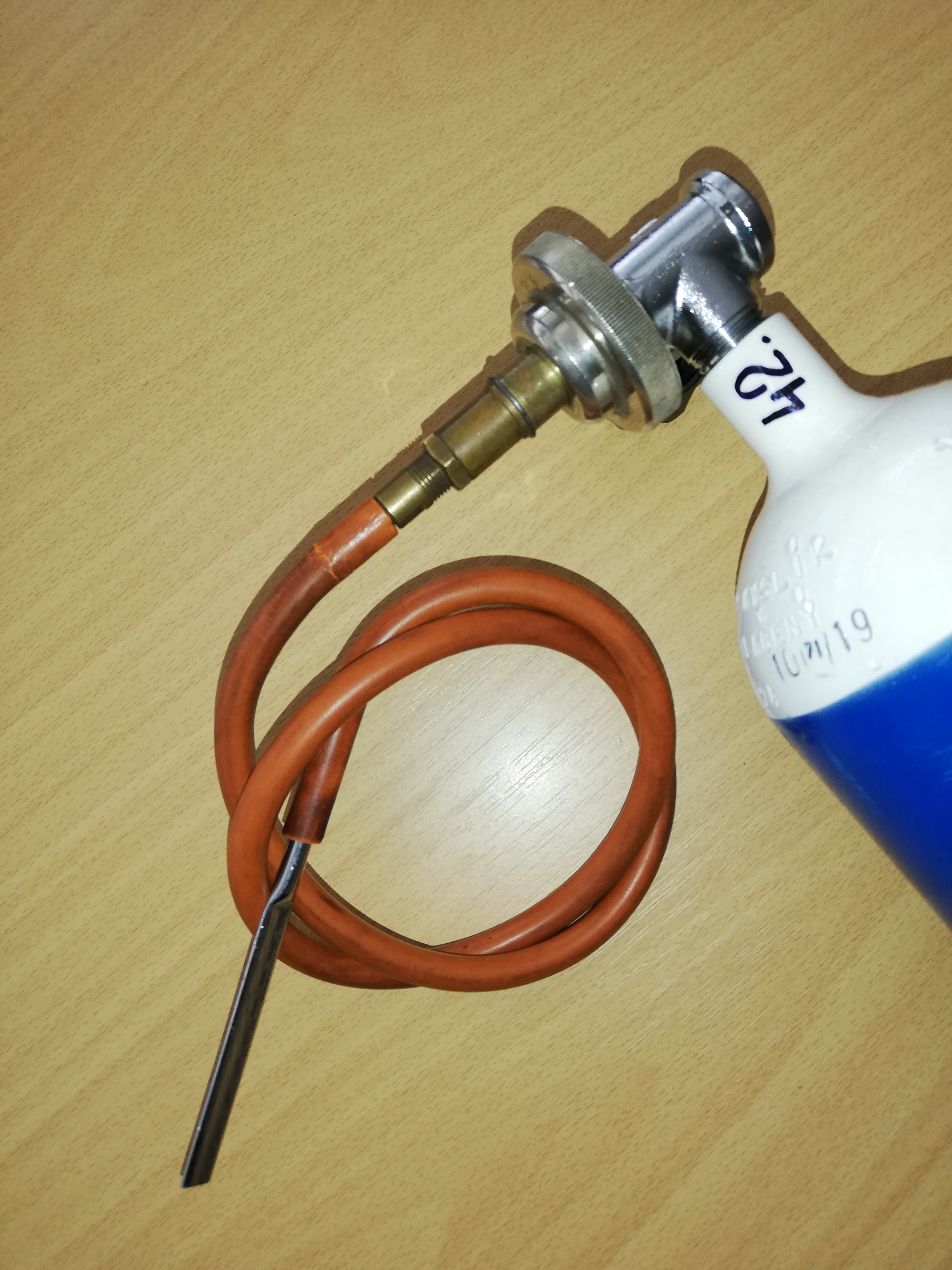
BG4 napojení jehly na láhev
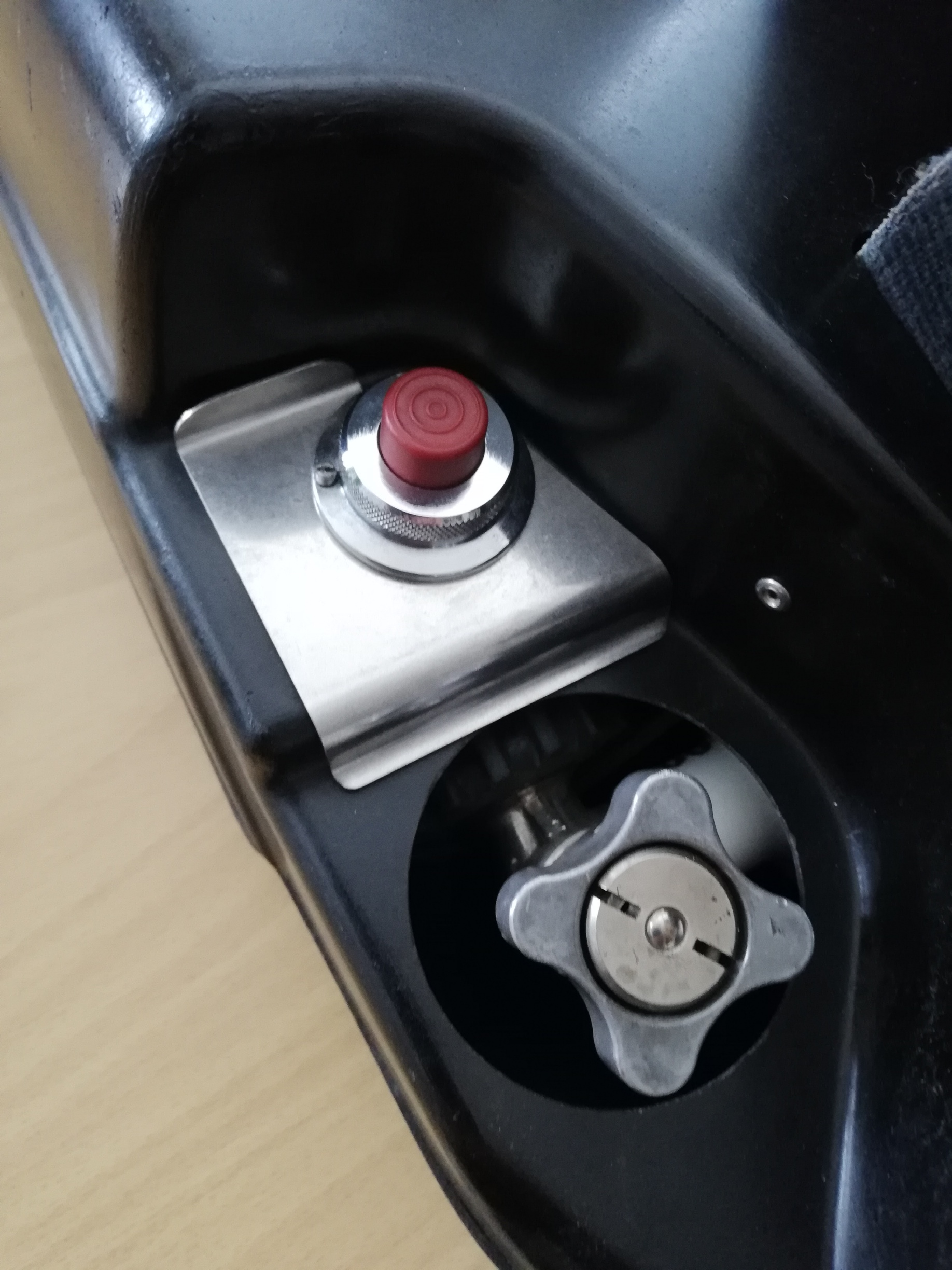
BG4 napojení jehly na láhev
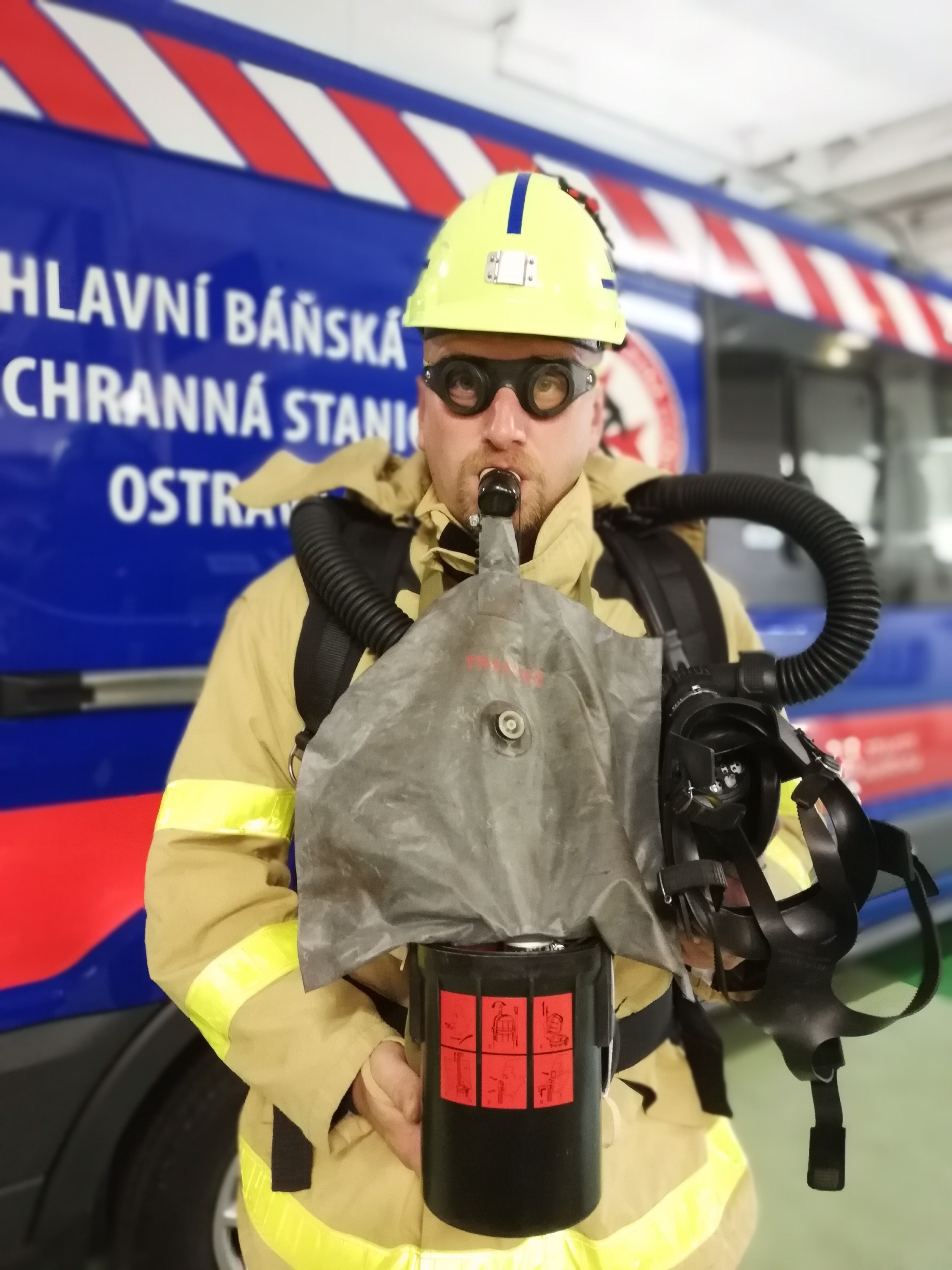
BG4 použití sebezáchranného přístroje

## Práce v dýchacím přístroji
V dýchacím přístroji BG4 mohou pracovat (zasahovat) pouze osoby, které byly prokazatelně seznámení a vycvičení v jeho používání.

## Galerie BG4

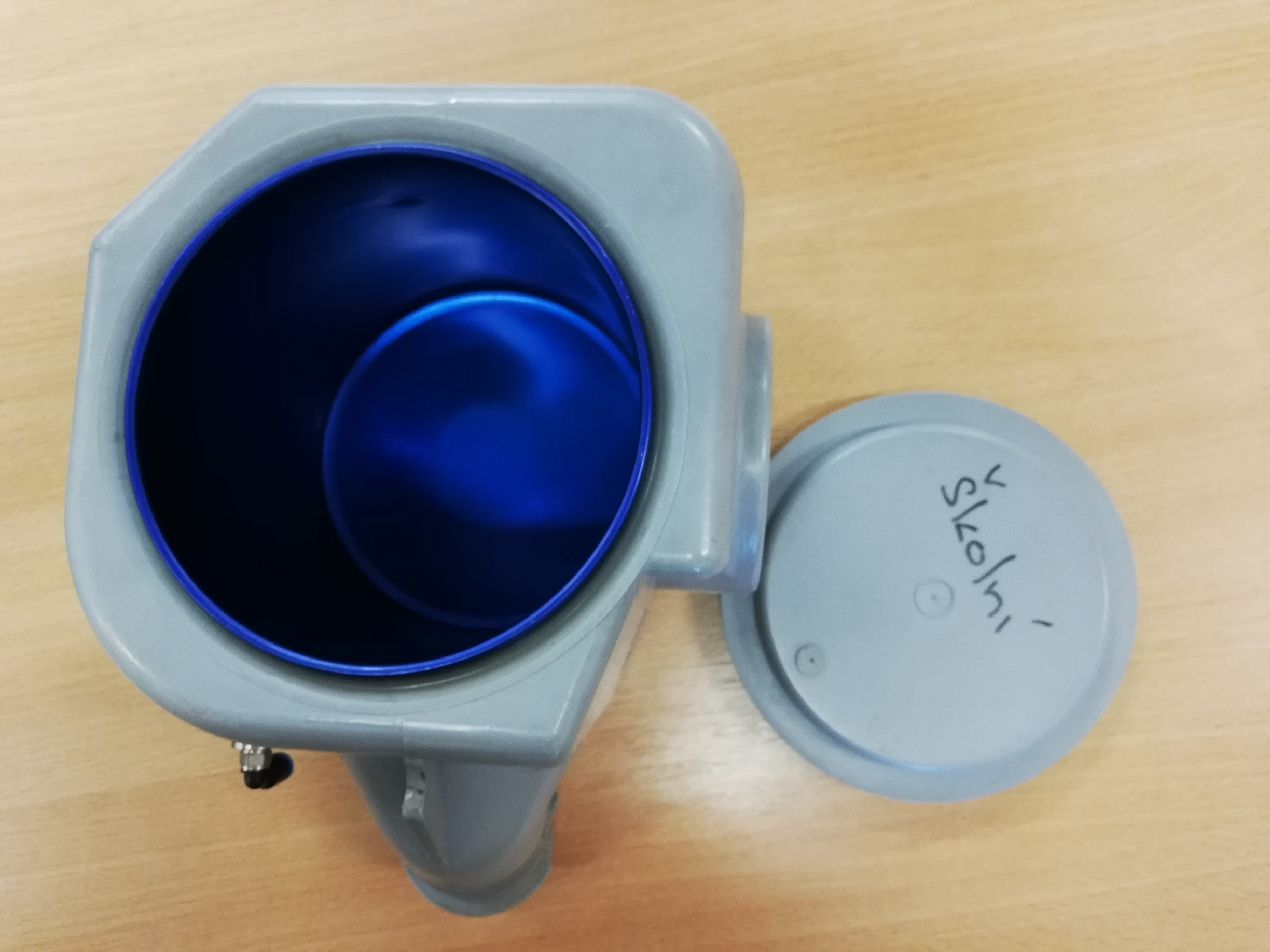
BG4 chladič
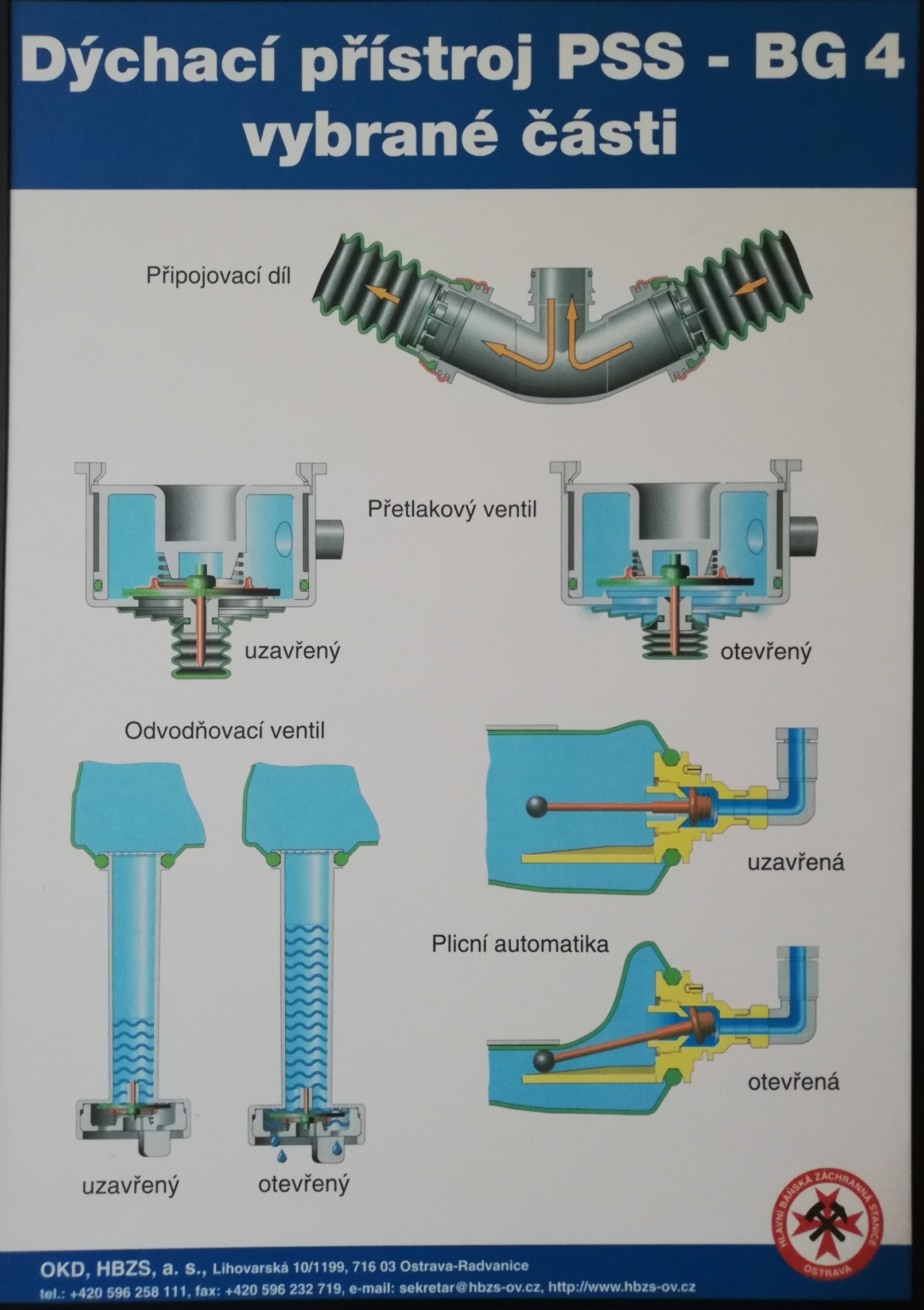
BG4 vybrané části
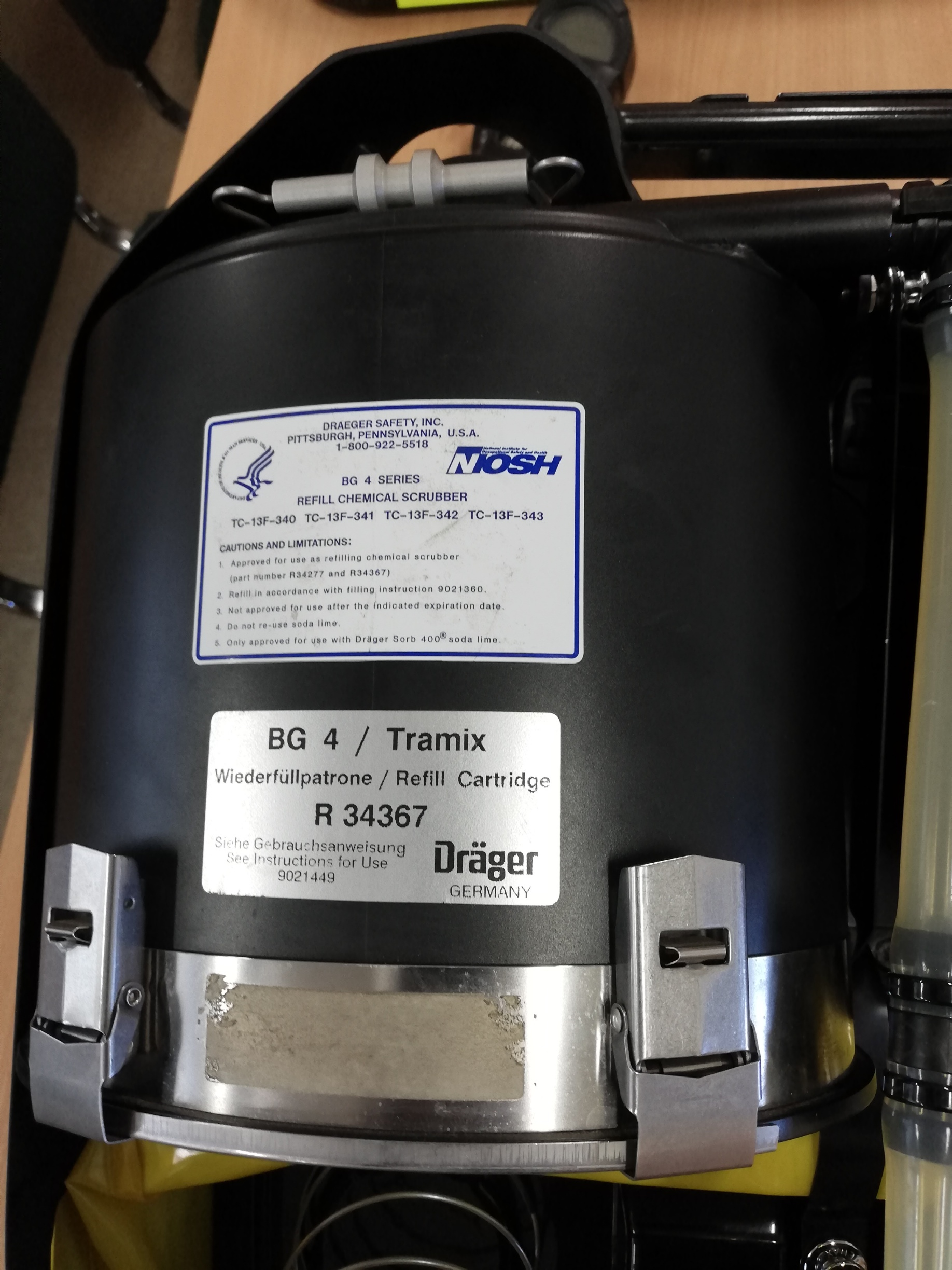
BG4 pohlcovač CO2
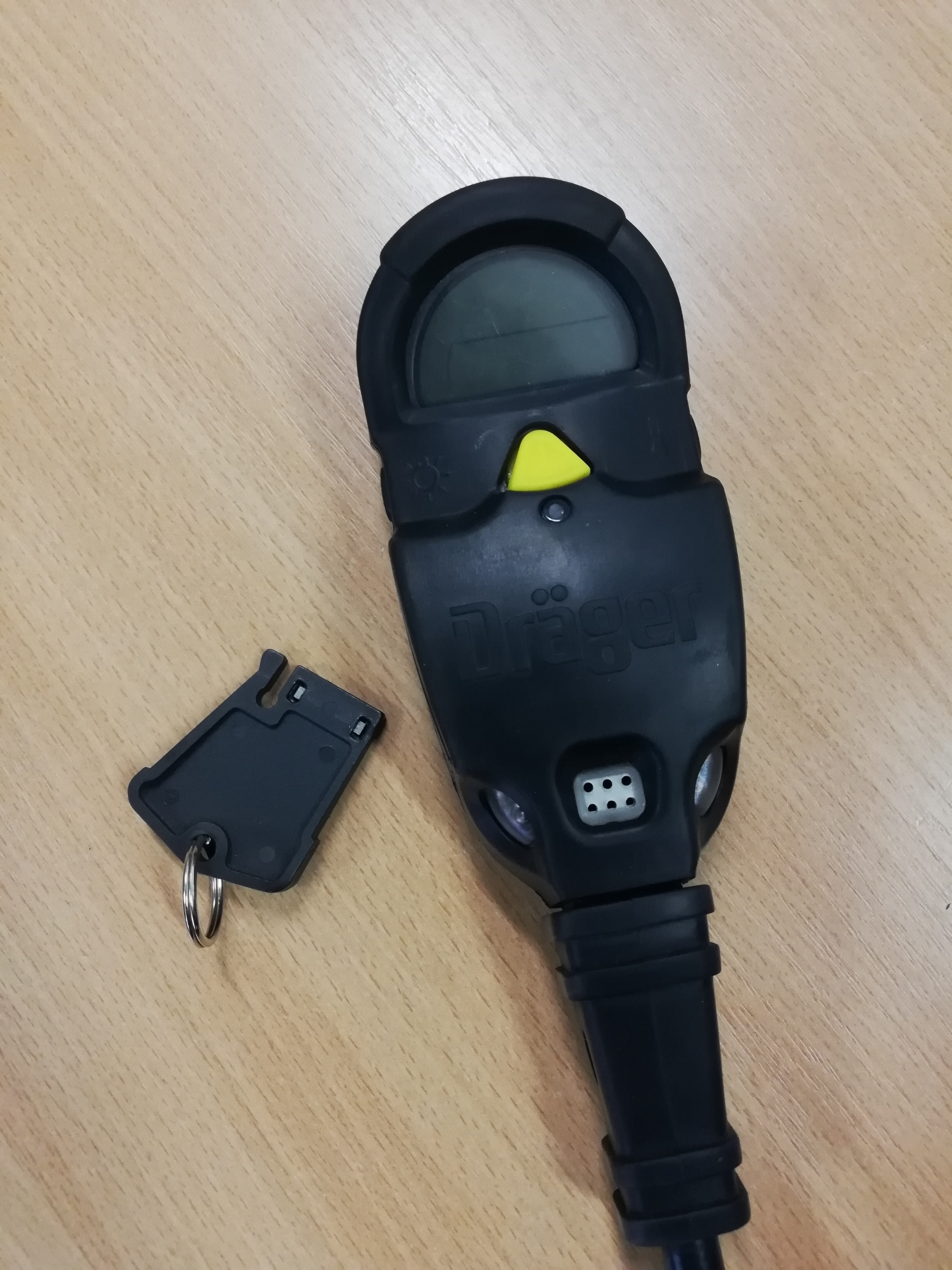
BG4 bodyguard - klíč pro aktivaci pohybového senzoru
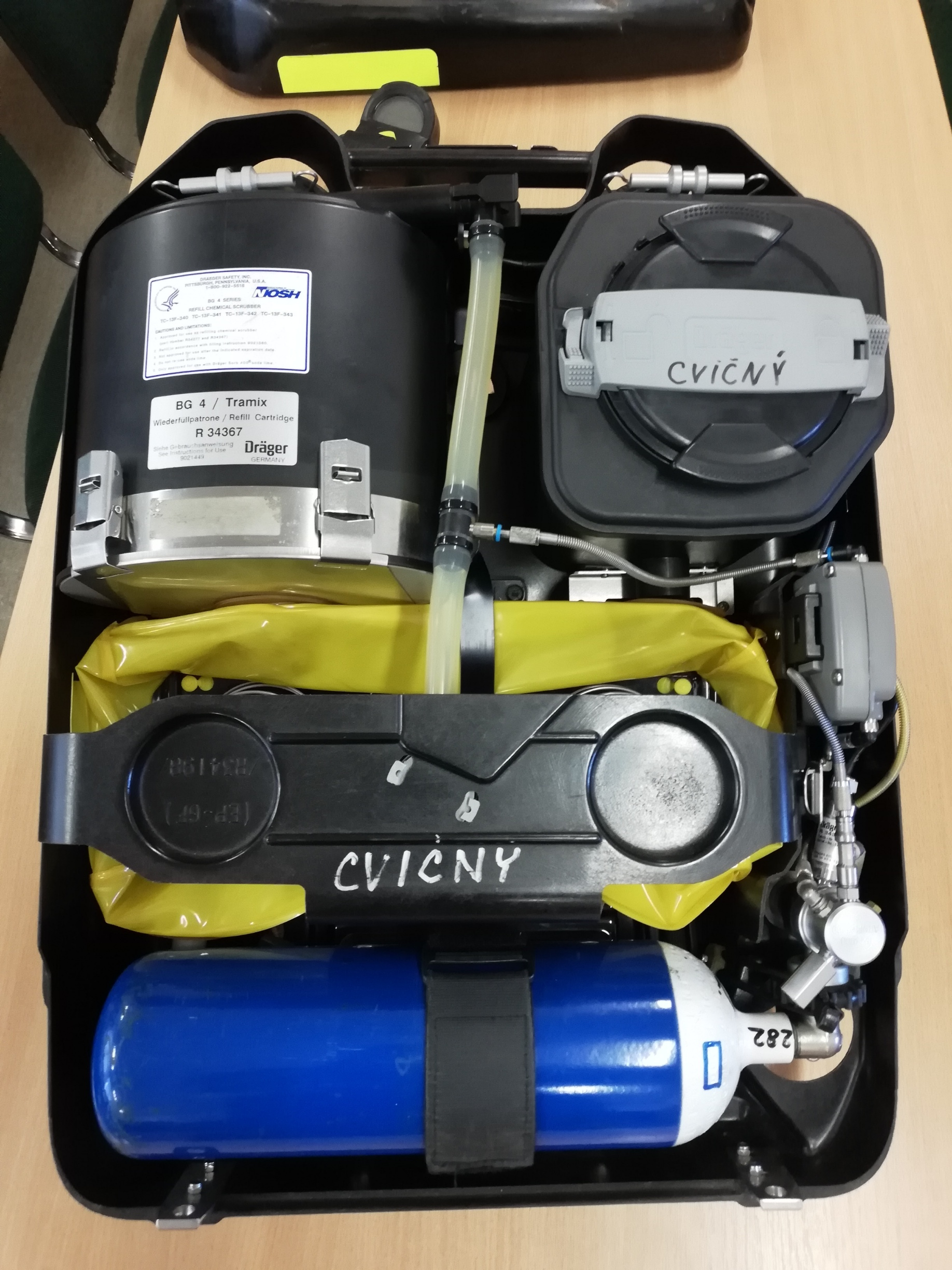
BG4 bez krytu
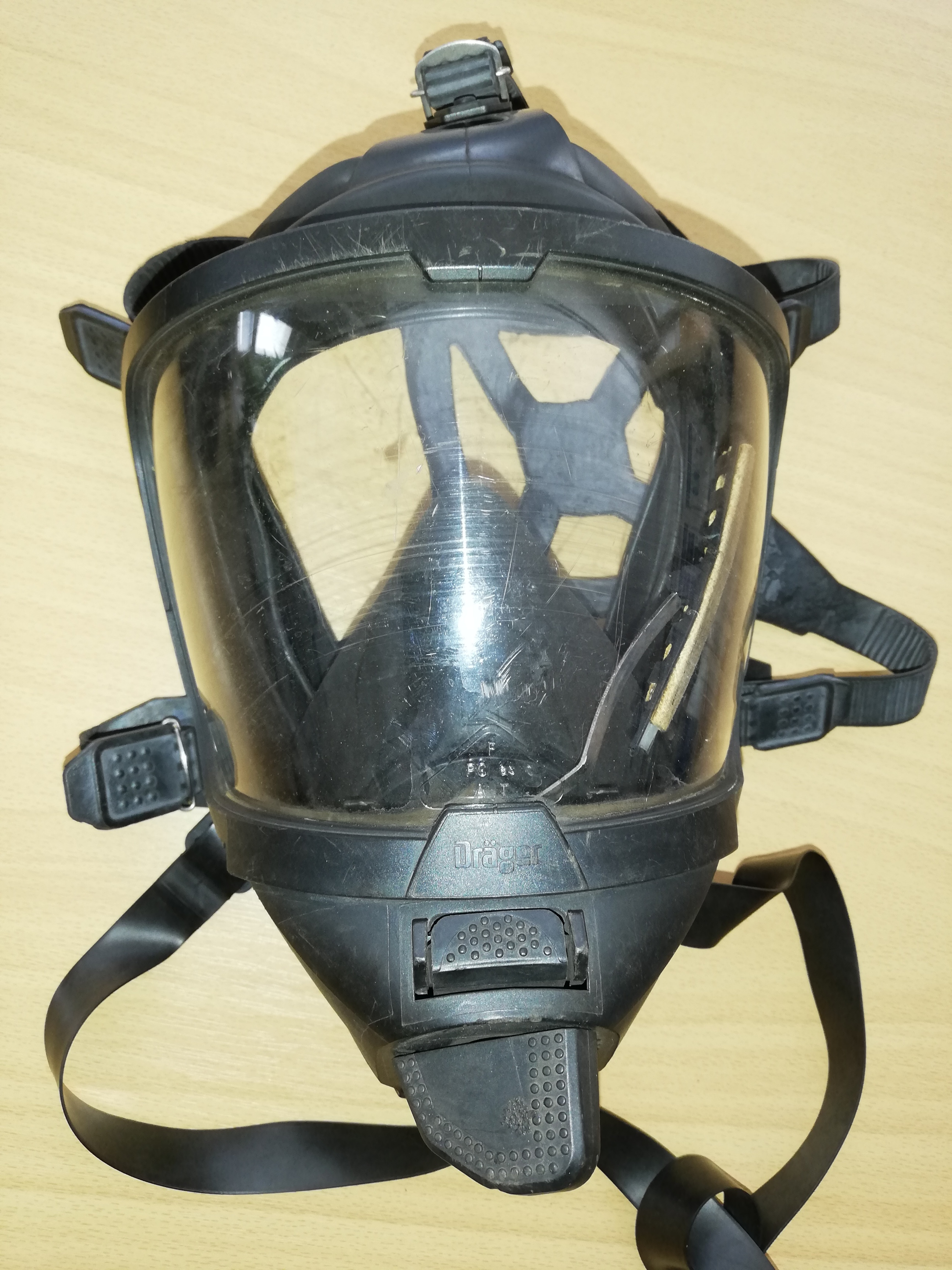
BG4 FPS 7000 RP
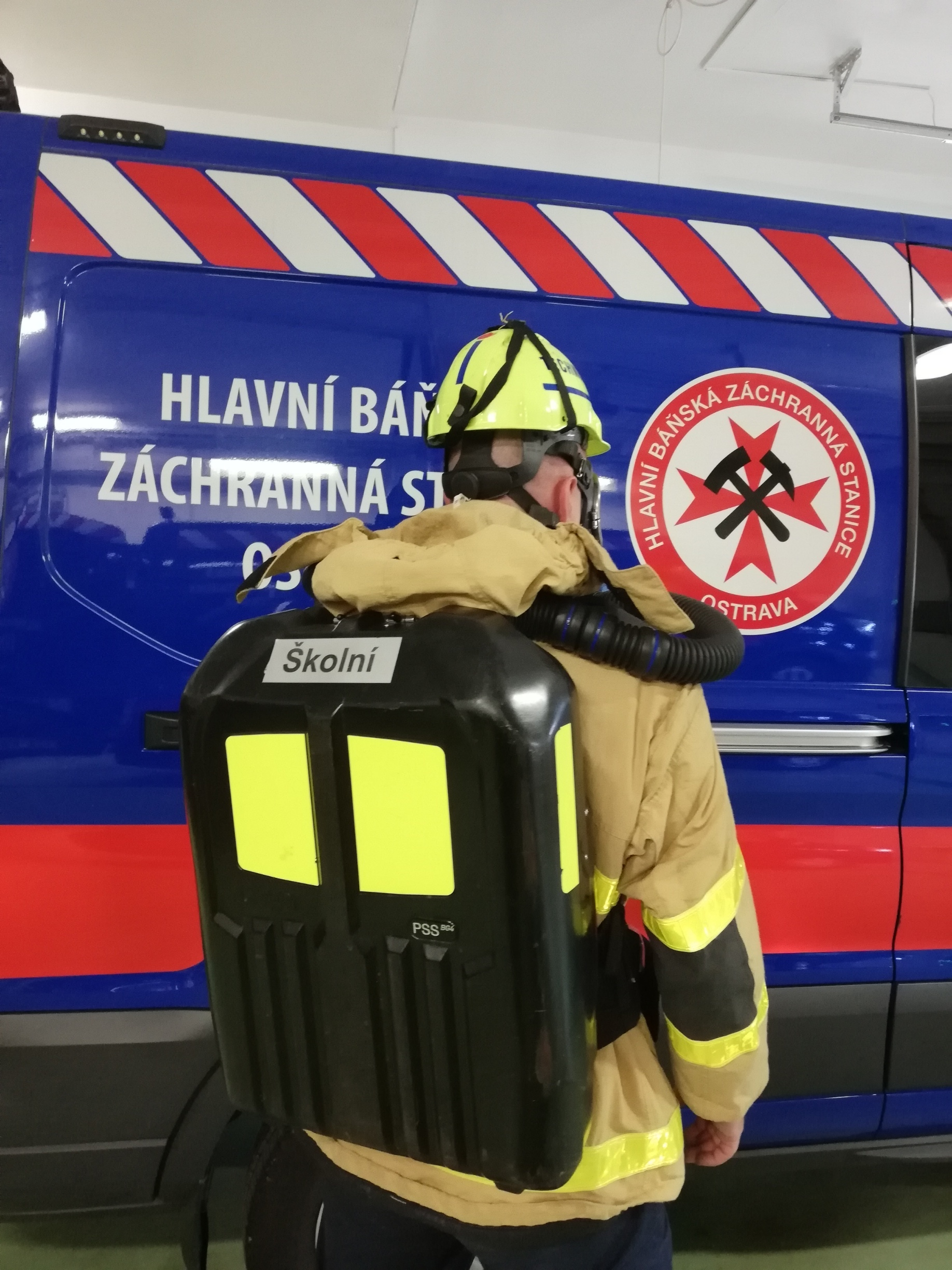
BG4 zadní pohled
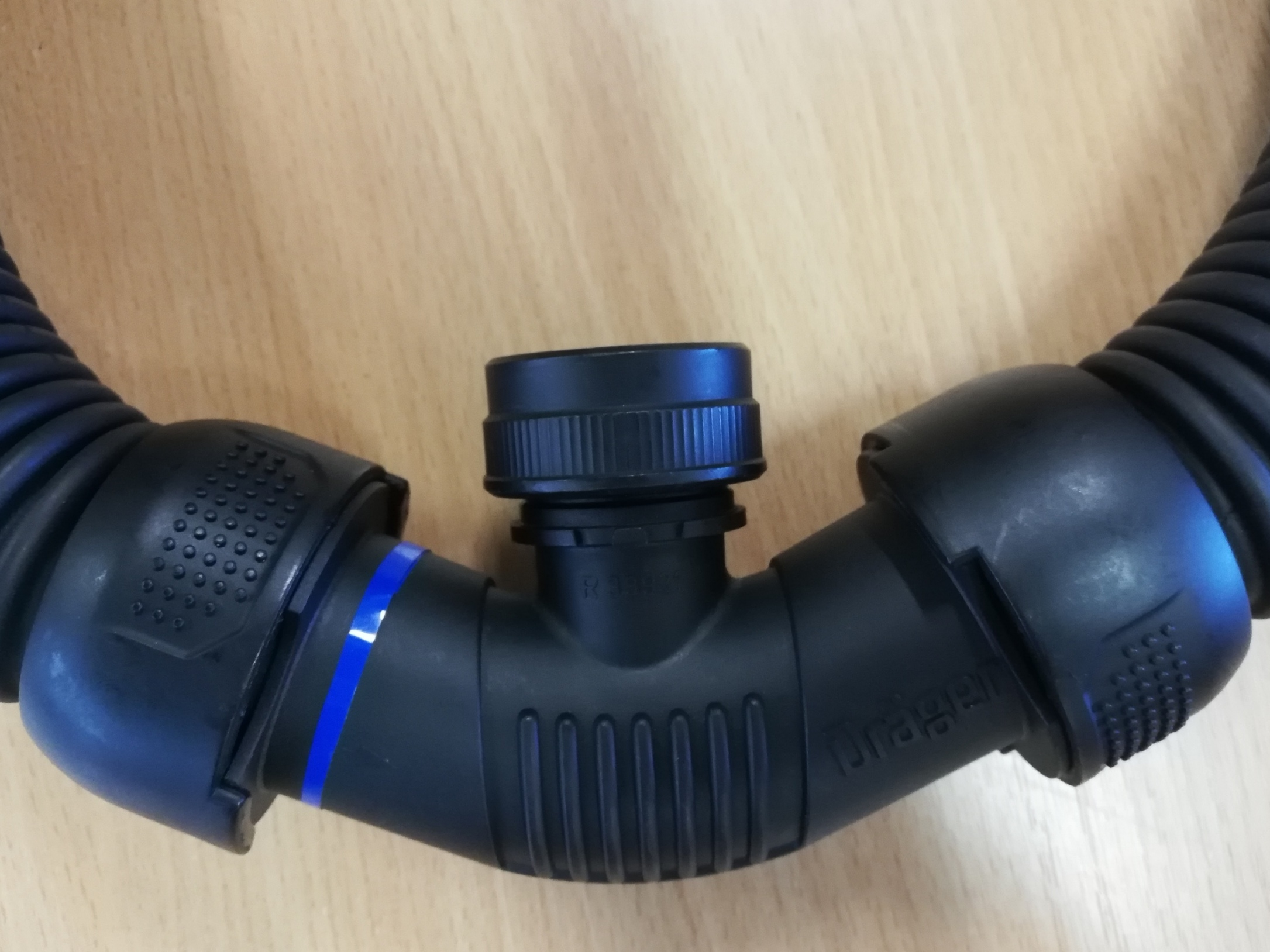
BG krytka
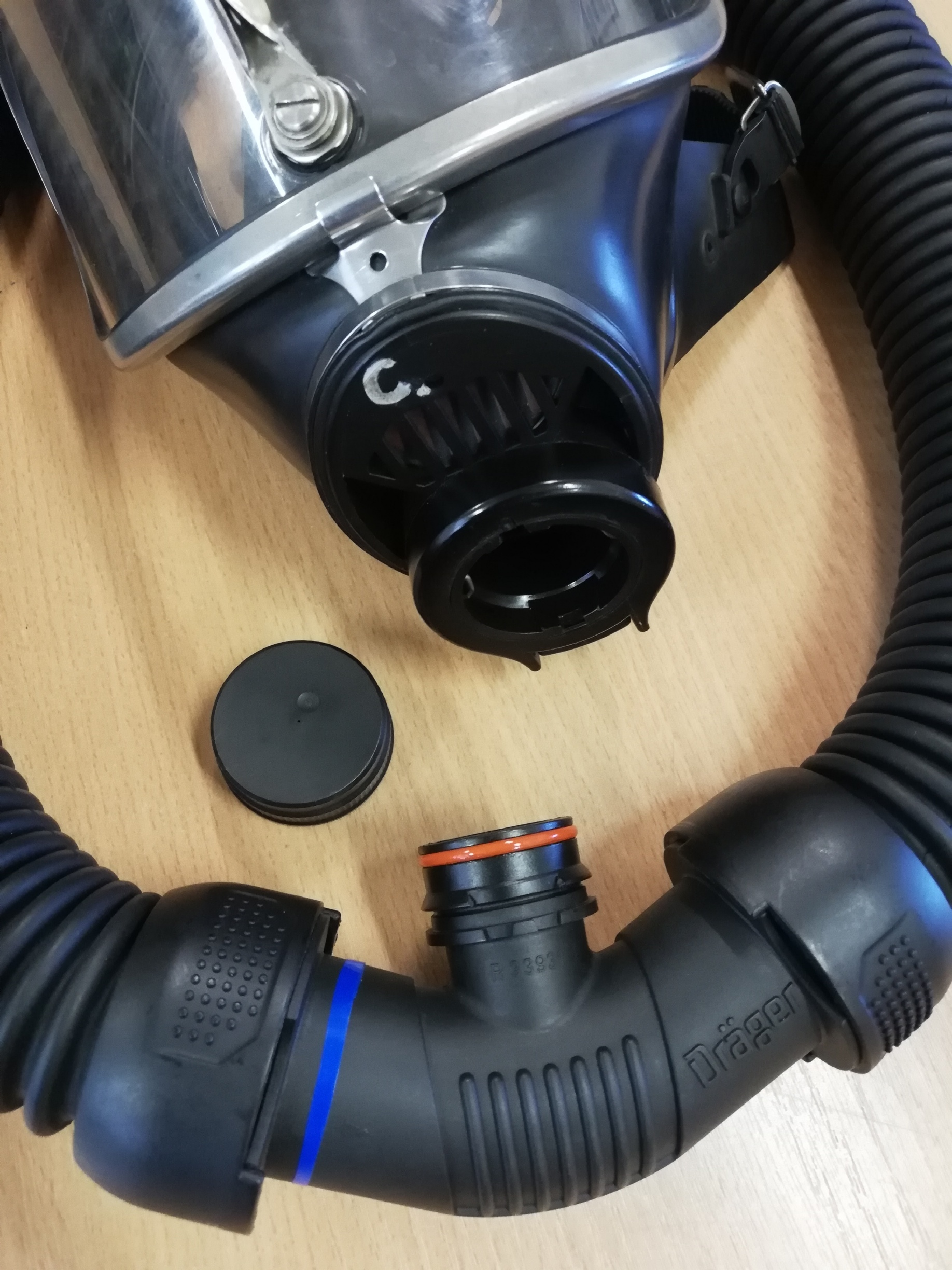
BG4 centrální přípojka
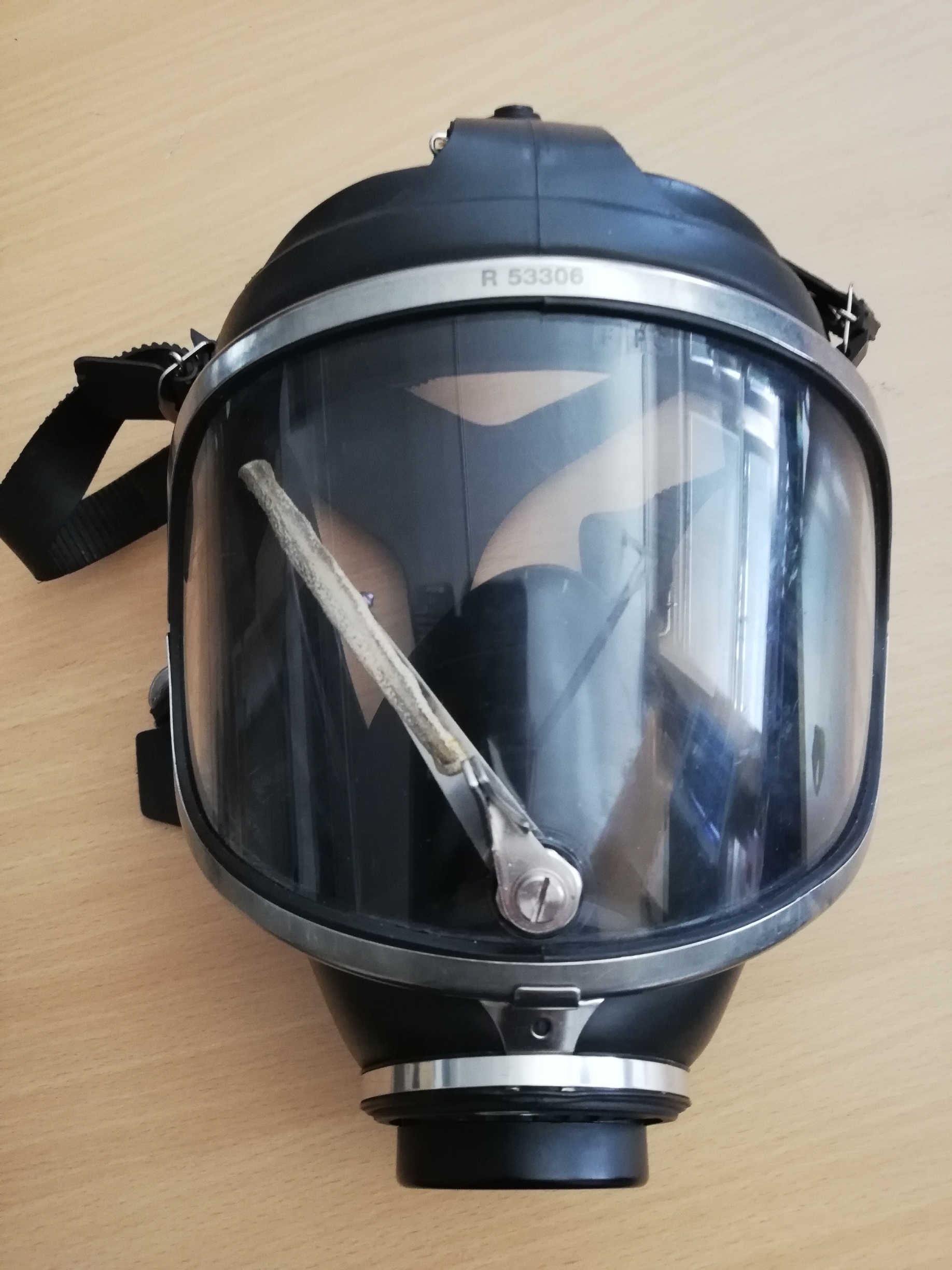
Maska Pan – Nova RP
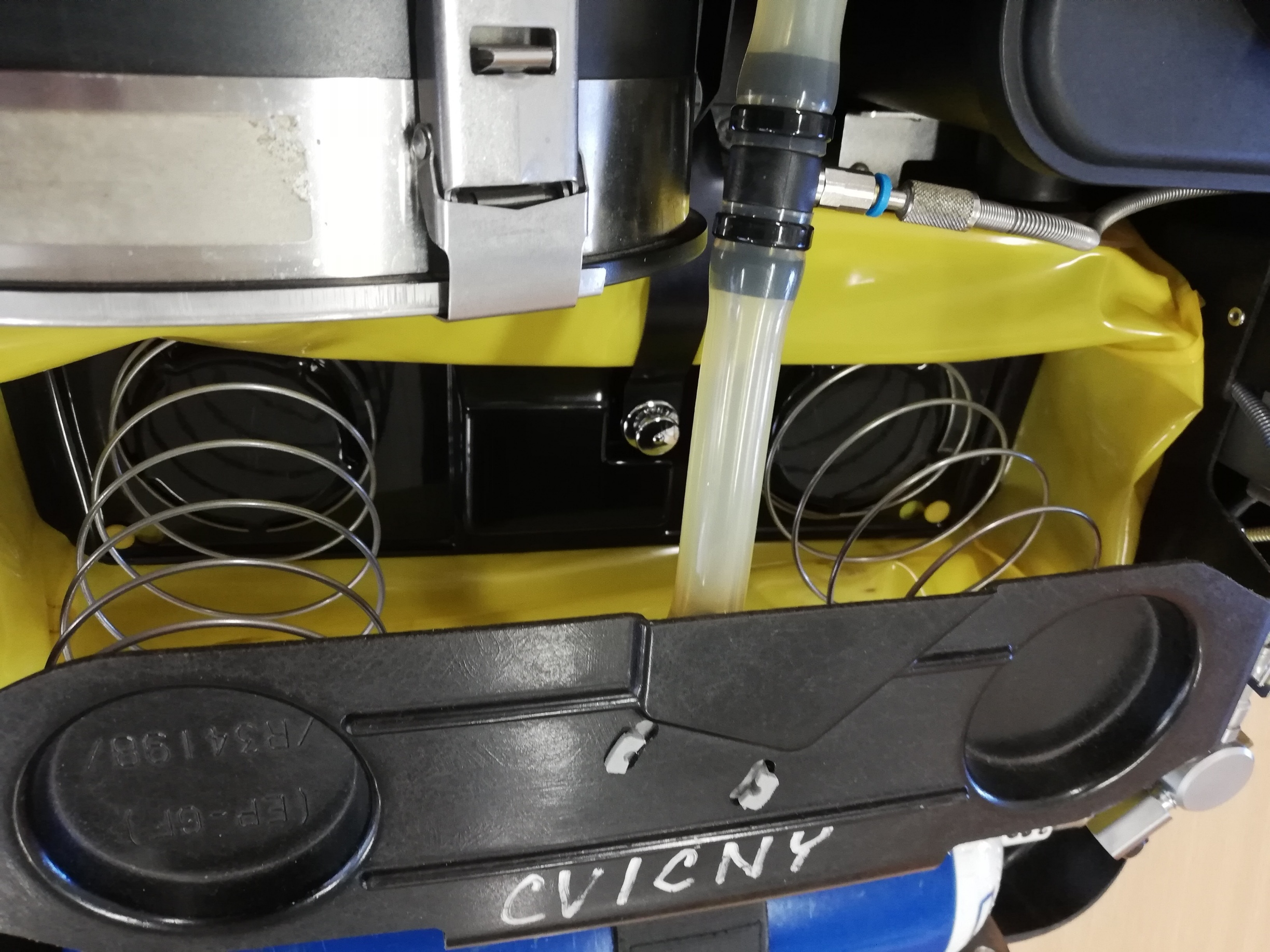
BG4 detail na dýchací vak
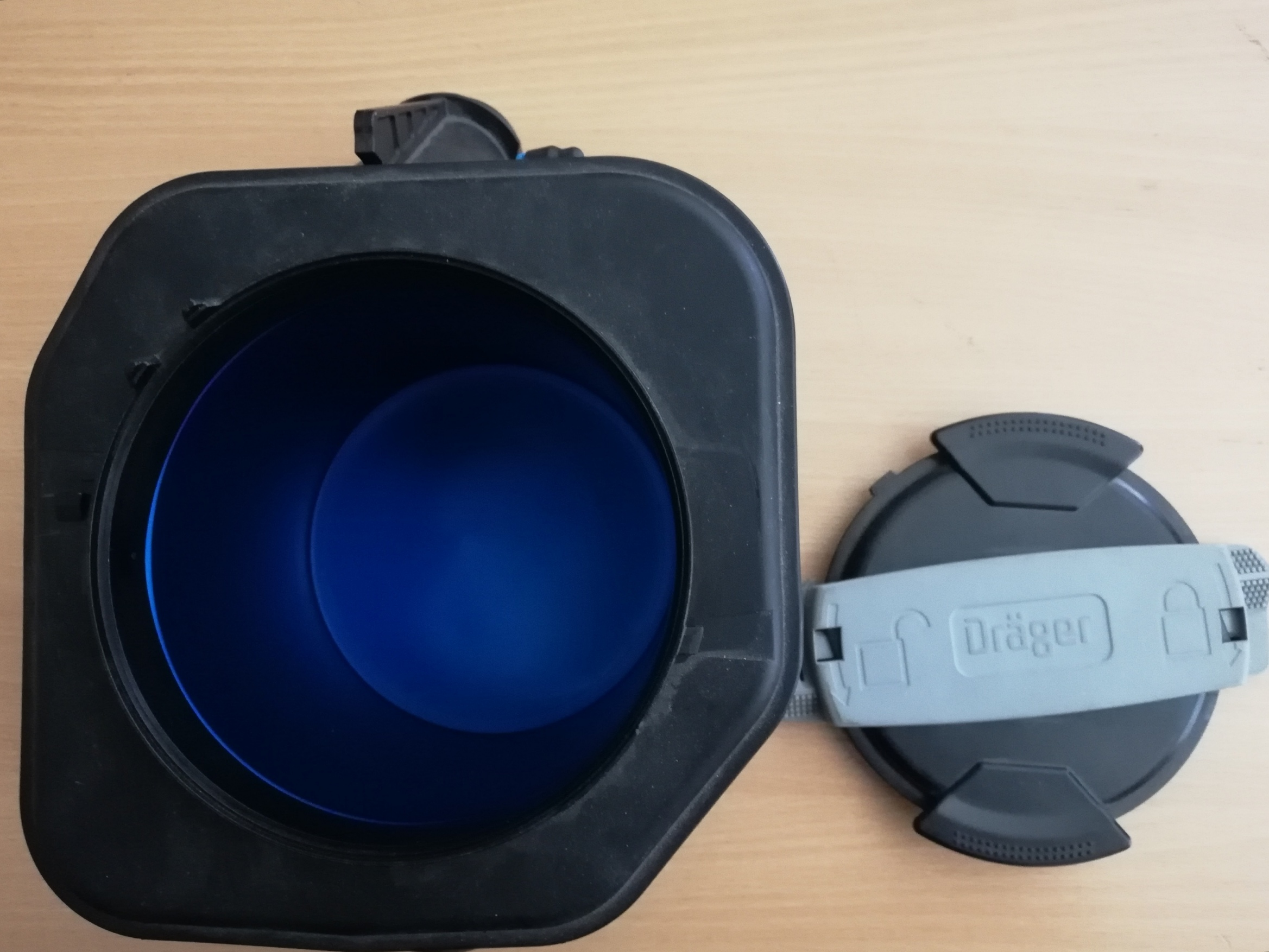
BG4 chladič (novější typ)
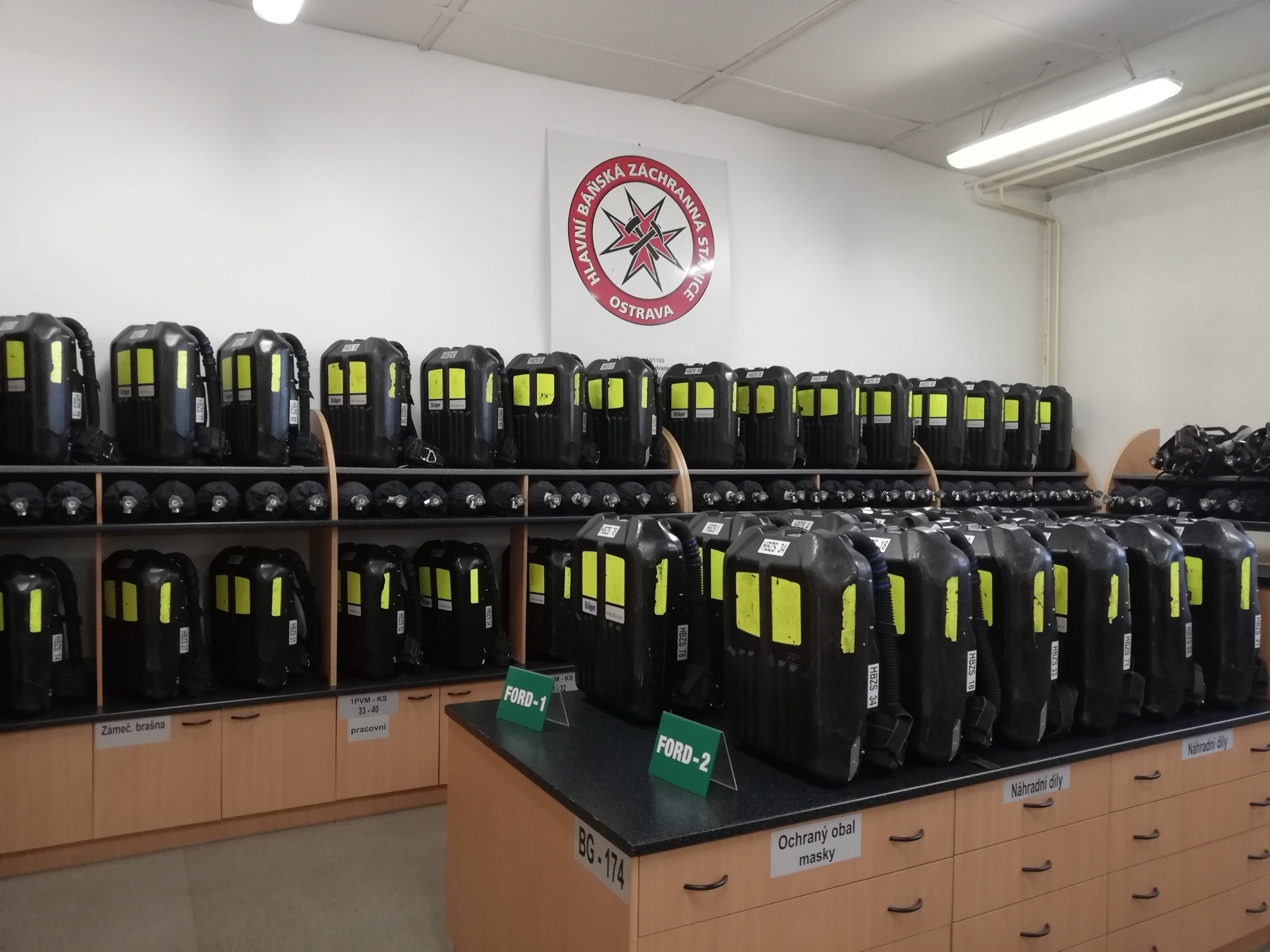
BG4 přístroje připraveny do akce - HBZS Ostrava
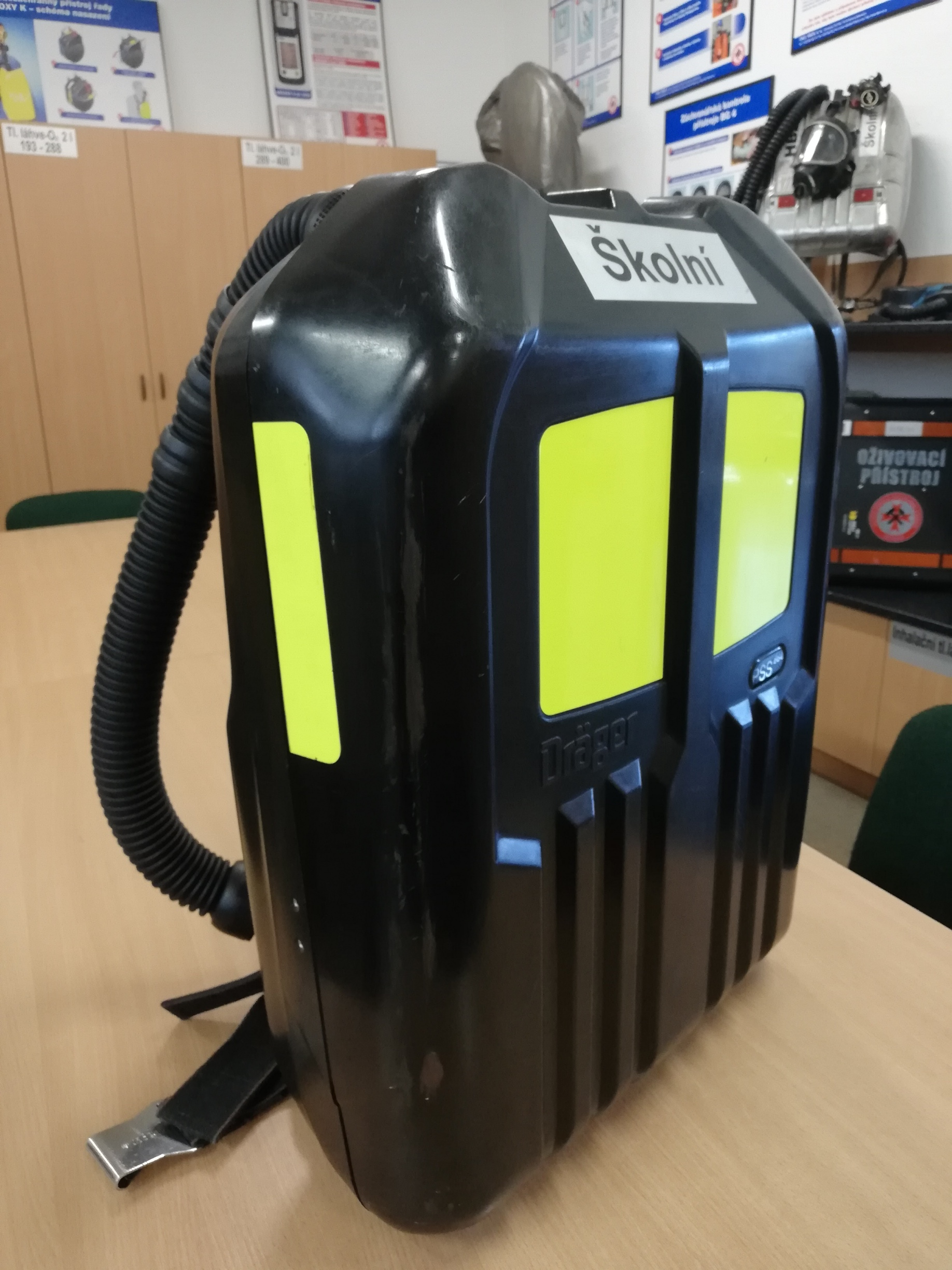
BG4 celkový pohled
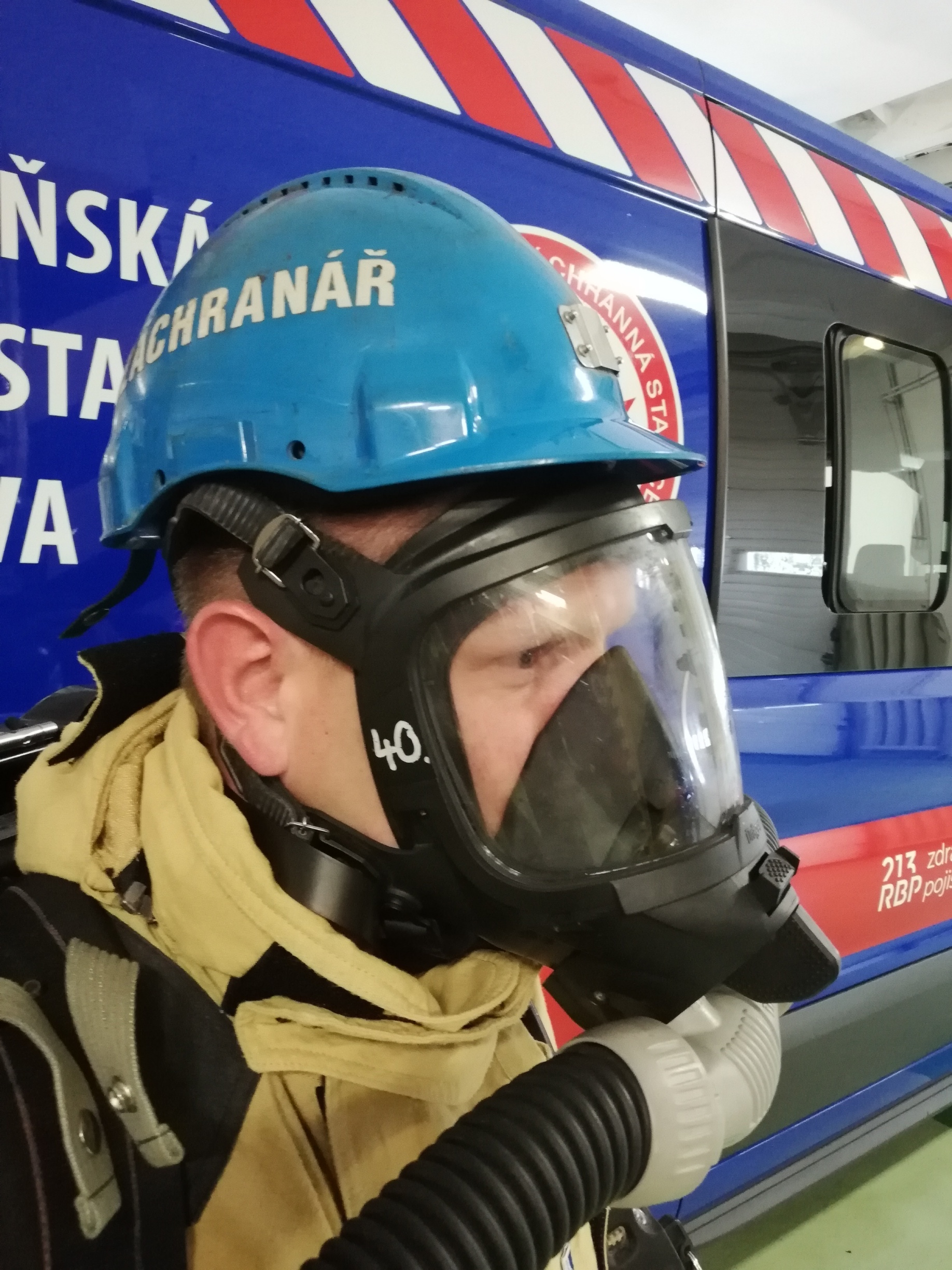
BG4 boční pohled
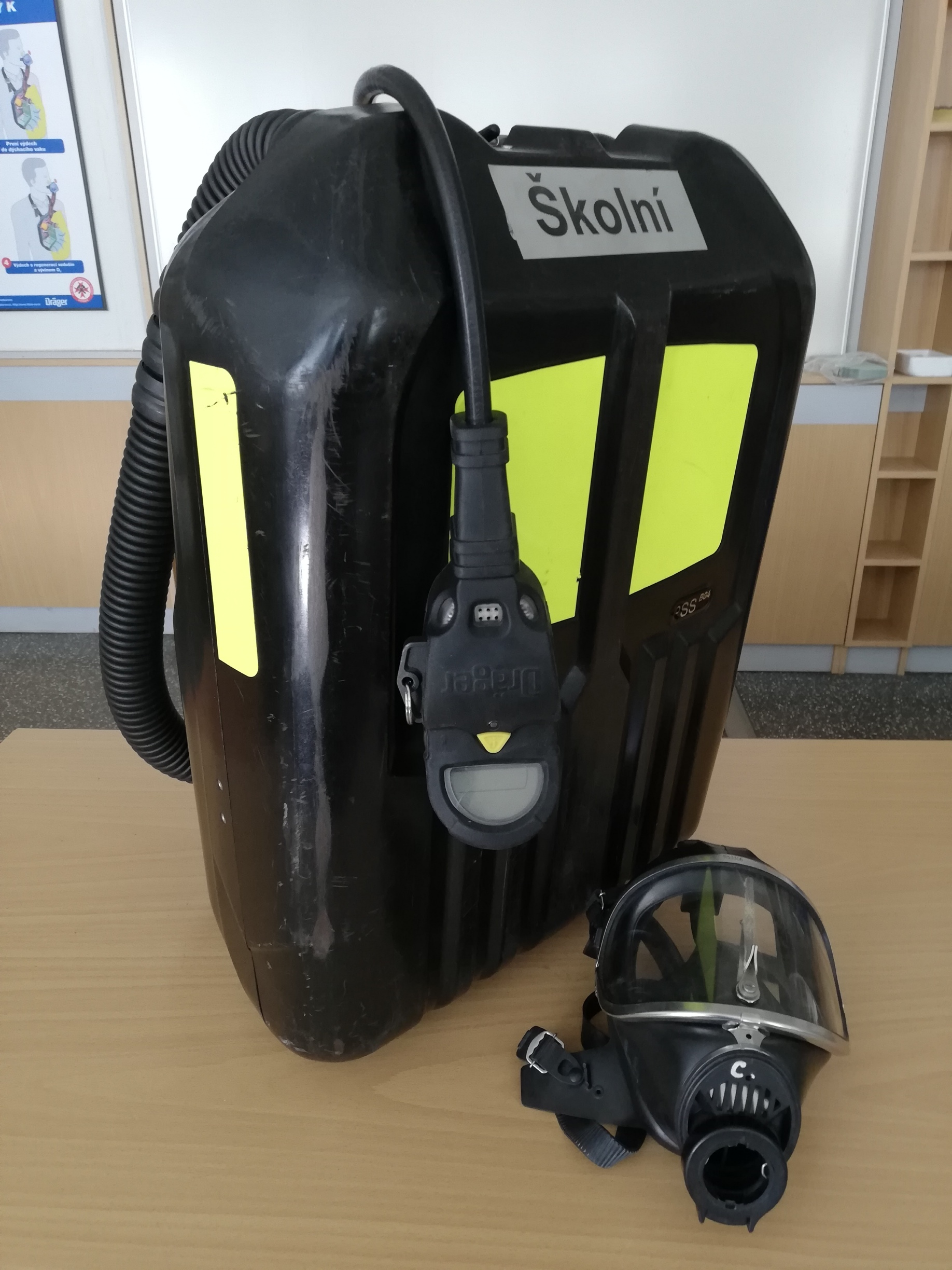
BG 4 přístroj
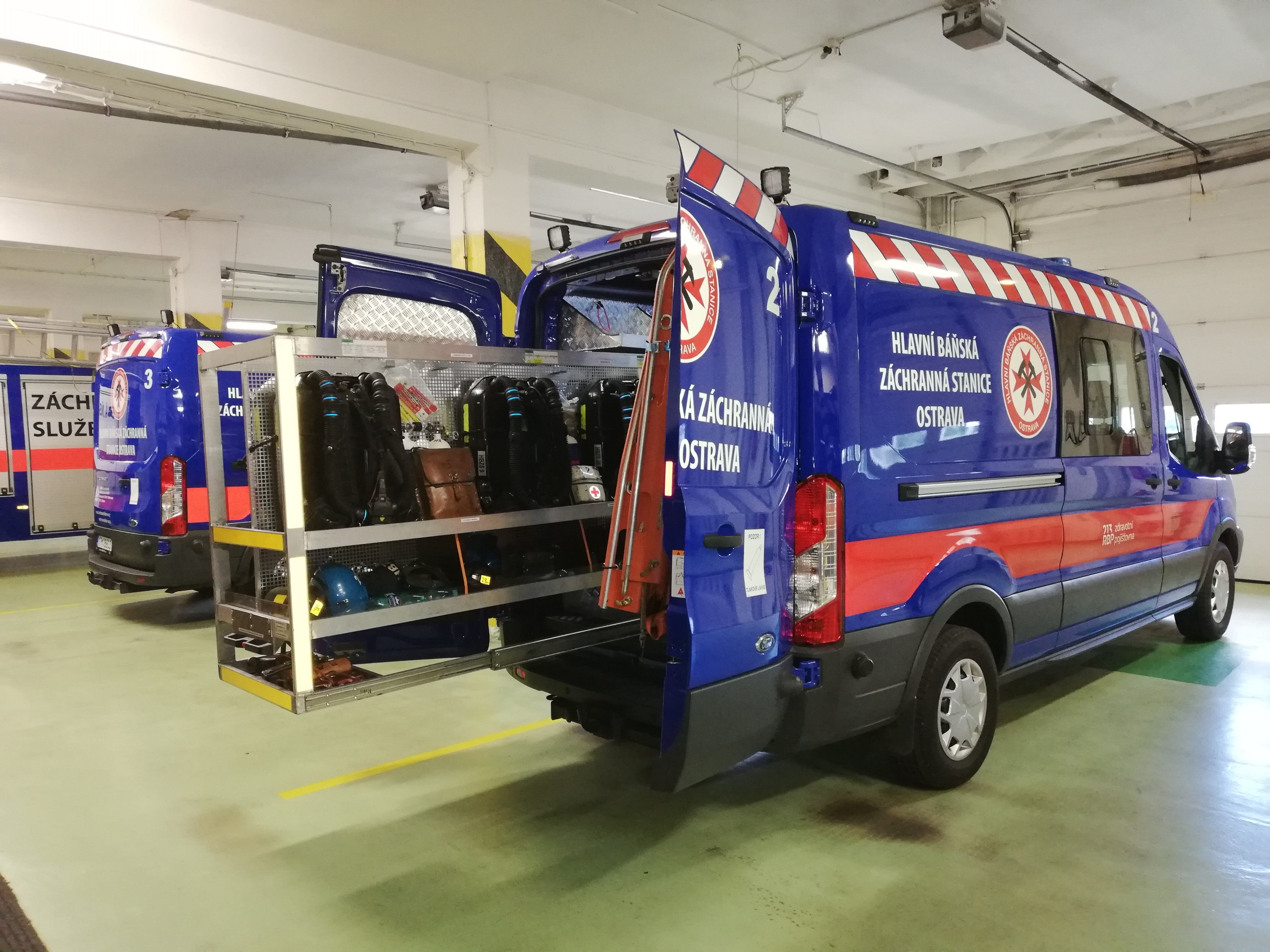
Výjezdový vůz – uložení přístrojů BG 4 HBZS Ostrava
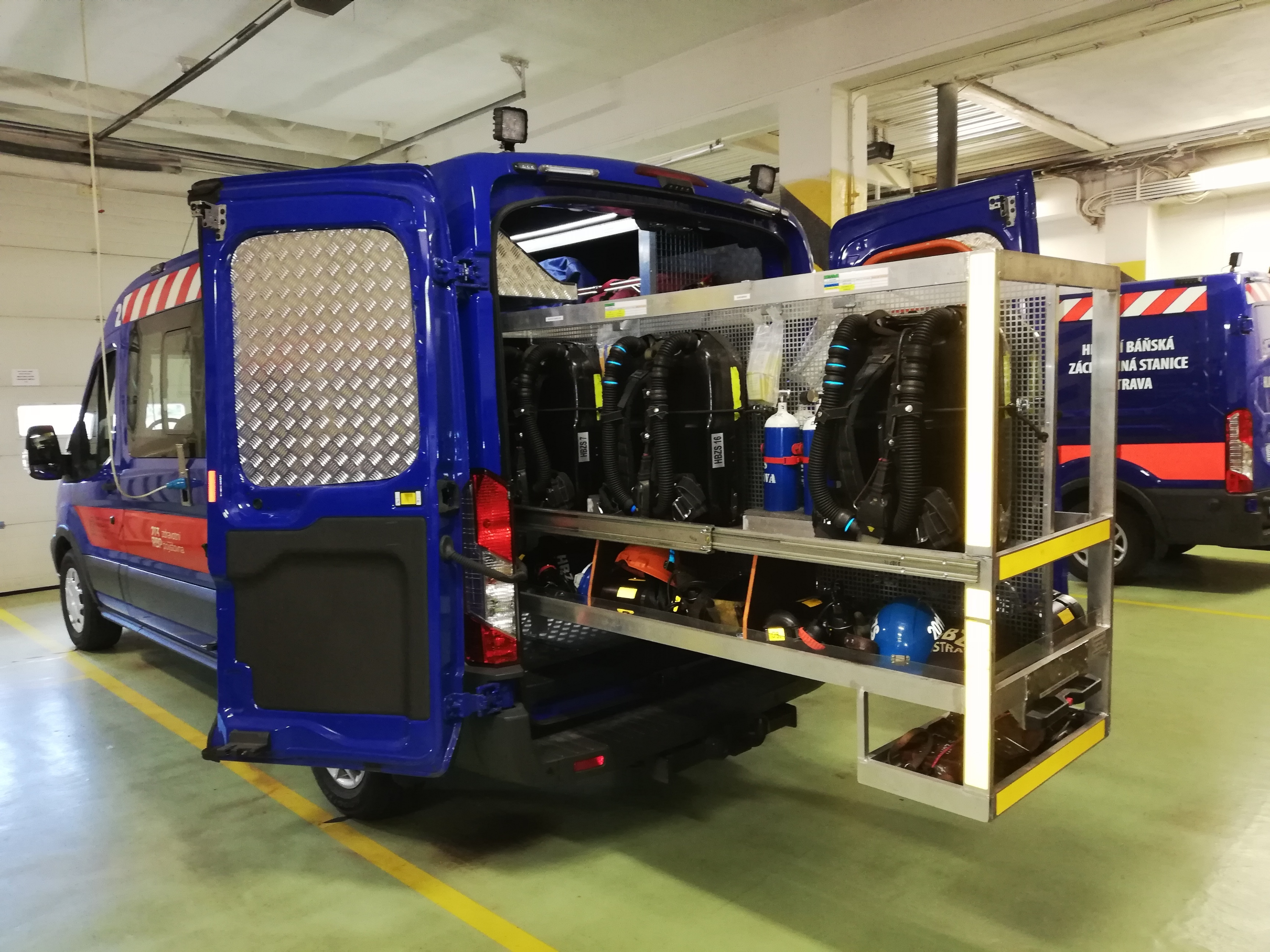
Výjezdový vůz 2 HBZS Ostrava
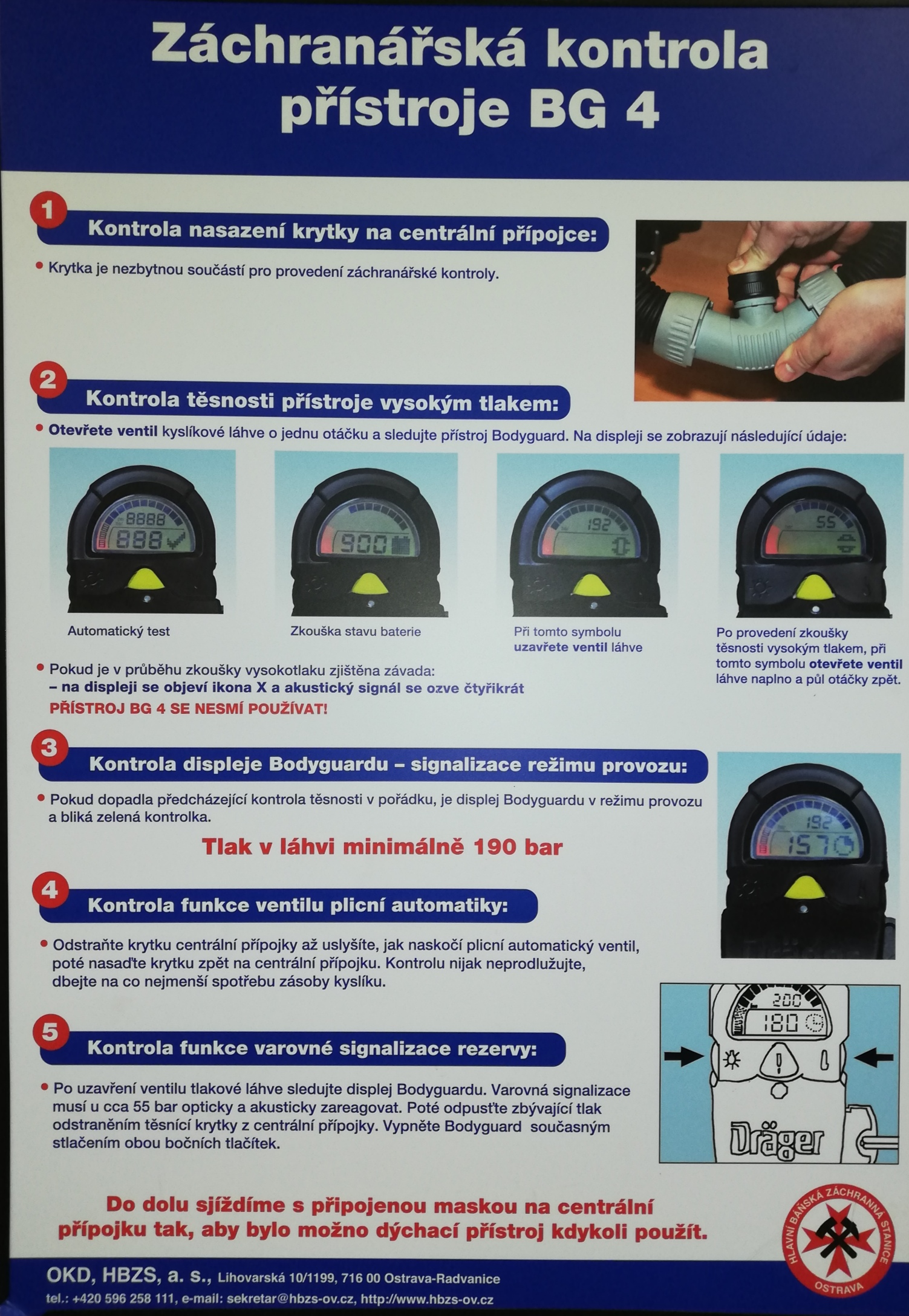
Záchranářská kontrola BG4